# Hechingen

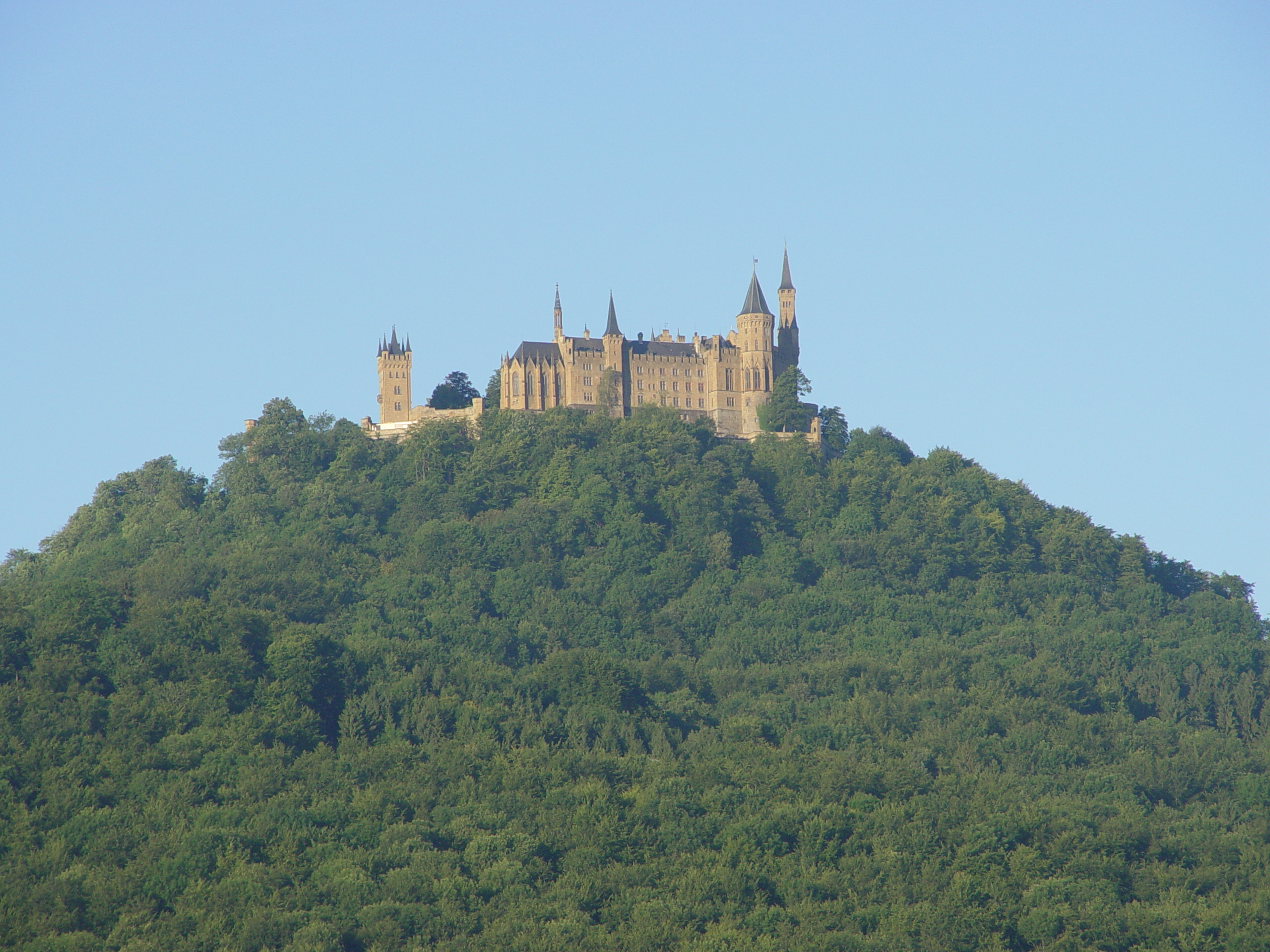
Burg Hohenzollern, erbaut 1850–1867 unter der Leitung Friedrich August Stülers

Hechingen ist die drittgrößte Stadt im Zollernalbkreis. Die ehemalige hohenzollerische Kreisstadt und ehemalige Residenz der Grafen und späteren Fürsten von Hohenzollern liegt zentral in Baden-Württemberg, am Westrand der Schwäbischen Alb, etwa 60 Kilometer südlich der Landeshauptstadt Stuttgart und 90 Kilometer nördlich des Bodensees.
Für die umliegenden Gemeinden bildet sie ein Mittelzentrum als Teil der Region Neckar-Alb.

## Geographie

### Geographische Lage

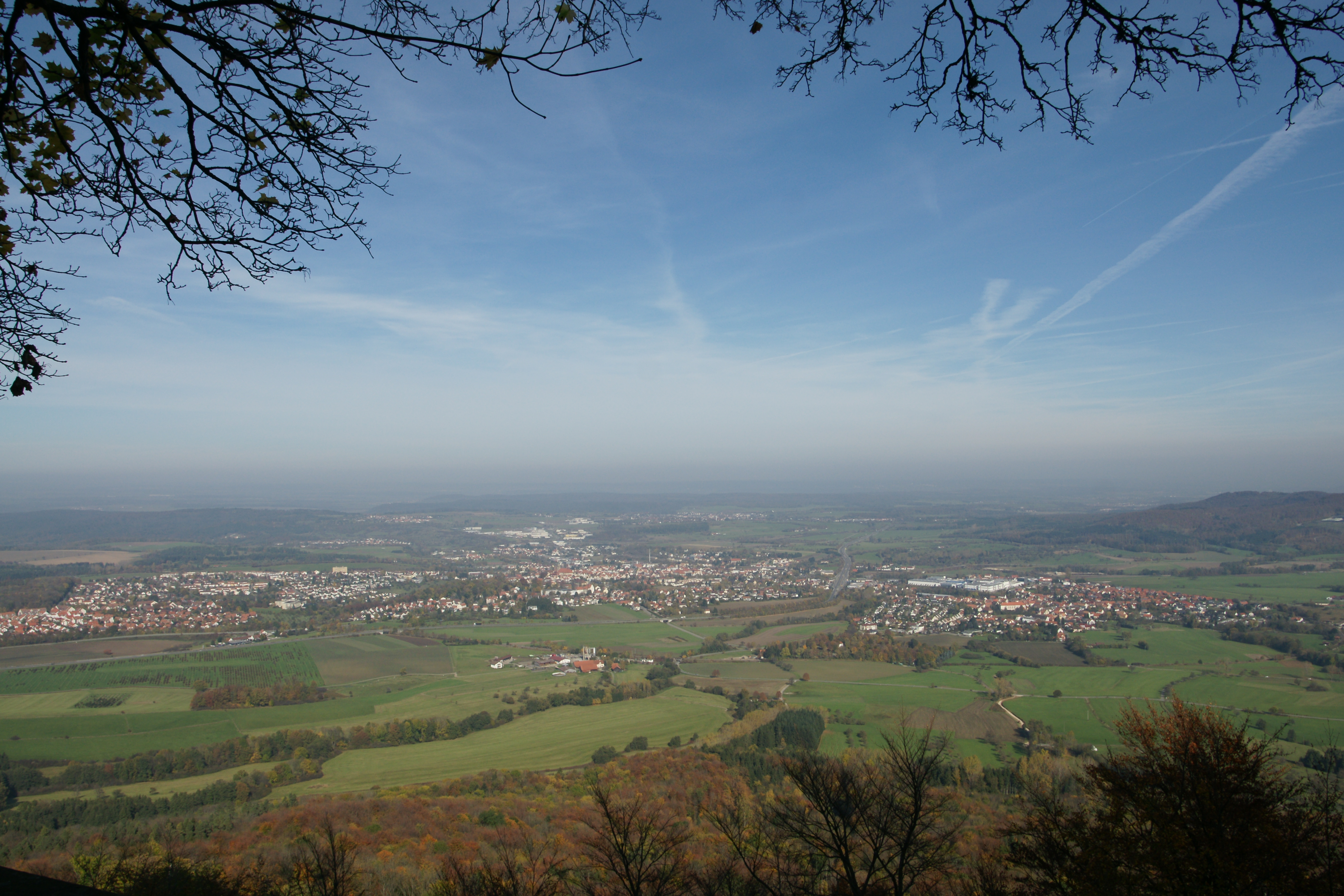
Blick auf Hechingen vom Zoller aus, rechts Stetten

Hechingen liegt zentral in Baden-Württemberg, unmittelbar nördlich des Albtraufs im Naturraum Vorland der westlichen Schwäbischen Alb unterhalb der Burg Hohenzollern. Die Starzel fließt vom Killertal nach Schlatt, weiter in die Hechinger Unterstadt und nach Stein; der Reichenbach fließt von Boll über Stetten in die Unterstadt, wo er in die Starzel mündet.
Die Talsohle der Starzel westlich von Stein an der Gemarkungsgrenze zu Rangendingen ist der niedrigste Punkt Hechingens mit 428 m ü. NHN. Die Altstadt und der Stadtkern auf einem Bergvorsprung oberhalb der Starzel liegen auf 510 m ü. NHN. In der Kernstadt erheben sich der Schlossberg mit der Schlossackersiedlung und der Martinsberg. Der Martinsberg ist nach dem Schutzpatron des Dorfs benannt, das sich früher dort befand.
Im Bereich des Trauffelsens im Raichberggebiet ist die Gemarkungsgrenze von Hechingen-Boll und Albstadt-Onstmettingen. Hier befindet sich der höchste Punkt der Stadt Hechingen mit 943 m ü. NHN.

### Geologie
Der Hohenzollerngraben verläuft in unmittelbarer Nähe des Stadtgebiets. Der Hausberg Hechingens, der Zoller, ist ein Zeugenberg, der seine Existenz härteren, abtragungsresistenteren Gesteinsarten verdankt.
Die Bodenbeschaffenheit ist geprägt durch karge Fruchtbarkeit. Im Stadtgebiet sind vor allem die auf der Schwäbischen Alb häufig vorkommenden Gesteinsfolgen aus Tonmineralen, Sandsteinen, Mergeln und Kalksteinen des Schwarzen, Braunen und Weißen Juras vorhanden.
In Hechingen gibt es eine 1835 entdeckte Schwefelquelle, die allerdings nicht mehr genutzt wird.

### Nachbargemeinden
Folgende Städte und Gemeinden grenzen an die Stadt Hechingen. Sie werden im Uhrzeigersinn, beginnend im Norden, genannt und gehören zum Zollernalbkreis beziehungsweise zum Landkreis Tübingen.¹
Bodelshausen¹, Mössingen¹, Burladingen, Jungingen, Albstadt, Bisingen, Grosselfingen, Rangendingen und Hirrlingen.¹

### Stadtgliederung
Die acht ehemals selbständigen Gemeinden Bechtoldsweiler, Beuren, Boll, Schlatt, Sickingen, Stein, Stetten und Weilheim mit insgesamt 29 Dörfern, Weilern, Höfen und Einzelhäusern bilden die Stadtteile Hechingens.
Sie sind Ortschaften im Sinne der baden-württembergischen Gemeindeordnung mit jeweils eigenem Ortschaftsrat und einem Ortsvorsteher als Vorsitzenden.
Des Weiteren gehören zur Stadt Wohngebiete mit eigenen Namen und vier (zum Teil nicht amtliche) Stadtteile. Im Einzelnen sind dies: Oberstadt, Unterstadt, Lindich, Weiher, Friedrichsstraße, Auf der Lichtenau, Am Fürstengarten, Hausener Hof, Ziegelbacher Hof, Stockoch, Schlossackersiedlung und Fasanengartensiedlung.
Im Stadtgebiet befanden sich mehrere abgegangene Ortschaften. Spechtshardt im Nordwesten der ehemaligen Gemeinde Beuren wurde 1316 erstmals genannt, bestand im 16. Jahrhundert nur noch als Hof und gehörte wahrscheinlich immer zur Grafschaft Zollern. Im Gebiet der ehemaligen Gemeinde Boll lagen die abgegangenen Ortschaften Holzhausen (?), Semdach und Zell. Im Stadtgebiet Hechingens lagen die früheren Ortschaften Appenbach, das 1340 und 1390 erwähnt wurde, und Niederhechingen. In der Nähe von Stein befand sich, nicht mit Sicherheit als Ort belegt, das im 15. Jahrhundert erwähnte Schönrain. Auf der Gemarkung Stein lag eine im Mittelalter aufgegebene ehemalige römische Siedlung, in dem Wald nahe Stein befinden sich Überreste einer Wallburg.
| Wappen           | Wappen    | Wappen          | Wappen | Wappen | Wappen  | Wappen    | Wappen | Wappen  | Wappen   |
| ---------------- | --------- | --------------- | ------ | ------ | ------- | --------- | ------ | ------- | -------- |
| Stadtteil        | Kernstadt | Bechtoldsweiler | Beuren | Boll   | Schlatt | Sickingen | Stein  | Stetten | Weilheim |
| Einwohner (2007) | 12.962    | 699             | 123    | 1.189  | 858     | 1.042     | 992    | 1.864   | 752      |
| Einwohner (2009) | 11.678    | 711             | 183    | 1.292  | 852     | 1.018     | 991    | 1.854   | 757      |
| Einwohner (2013) | –         | 703             | 160    | 1.272  | 799     | 1.036     | 978    | 1.885   | 719      |
| Einwohner (2015) | –         | 729             | 169    | 1.256  | 798     | 1.071     | 995    | 1.903   | 717      |

### Klima
Hechingen liegt auf 453 bis 854 Meter über N.N. in der gemäßigten Klimazone. Die durchschnittliche Jahrestemperatur, gemessen an der Station Hechingen, 520 Meter über N.N., beträgt 8,3 °C, die mittlere jährliche Niederschlagsmenge 837 Millimeter. Der wärmste Monat ist der Juli mit durchschnittlich 17,3 °C, der kälteste der Januar mit −0,5 °C im Durchschnitt. Der meiste Niederschlag fällt im Juli mit durchschnittlich 105, die geringste Menge im Januar mit durchschnittlich 48 Millimetern.
|                        | Jan  | Feb | Mär | Apr | Mai  | Jun  | Jul  | Aug  | Sep  | Okt | Nov | Dez |   |      |
| Mittl. Temperatur (°C) | −0,5 | 0,7 | 3,9 | 7,5 | 11,9 | 15,0 | 17,3 | 16,7 | 13,5 | 9,2 | 3,7 | 0,4 | ⌀ | 8,3  |
| Mittl. Tagesmax. (°C)  | 3    | 5   | 10  | 13  | 18   | 21   | 24   | 24   | 20   | 14  | 8   | 4   | ⌀ | 13,7 |
| Mittl. Tagesmin. (°C)  | −2   | −2  | 1   | 4   | 8    | 11   | 13   | 13   | 10   | 6   | 1   | −1  | ⌀ | 5,2  |
|                        |      |     |     |     |      |      |      |      |      |     |     |     |   |      |
| Niederschlag (mm)      | 58   | 50  | 54  | 75  | 95   | 108  | 88   | 93   | 58   | 54  | 61  | 52  | Σ | 846  |

| −2 |

| −2 |

| 1 |

| 4 |

| 8 |

| 11 |

| 13 |

| 13 |

| 10 |

| 6 |

| 1 |

| −1 |

| −2 |

| −2 |

| 1 |

| 4 |

| 8 |

| 11 |

| 13 |

| 13 |

| 10 |

| 6 |

| 1 |

| −1 |

| N i e d e r s c h l a g | 58  | 50  | 54  | 75  | 95  | 108 | 88  | 93  | 58  | 54  | 61  | 52  |
|                         | Jan | Feb | Mär | Apr | Mai | Jun | Jul | Aug | Sep | Okt | Nov | Dez |

### Schutzgebiete

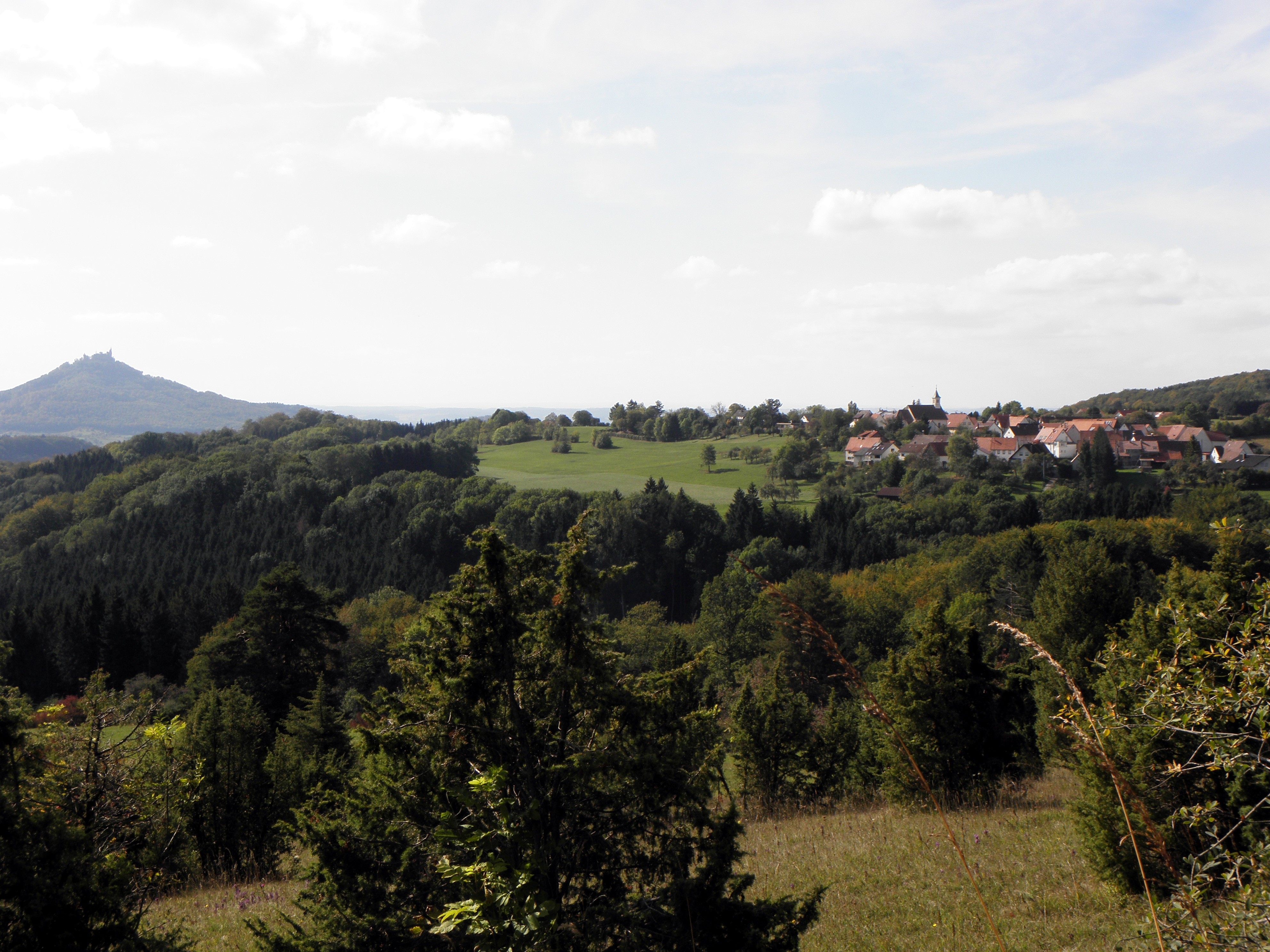
Naturschutzgebiet Beurener Heide

In Hechingen gibt es vier Naturschutzgebiete. Zwischen Bechtoldsweiler und Stein liegen das Naturschutzgebiet Winterhalde und das Natur- und Landschaftsschutzgebiet Lauchhalde. Östlich von Beuren befindet sich das Naturschutzgebiet Beurener Heide und südlich von Weilheim das Naturschutzgebiet Hessenbol. Der Osten des Stadtgebiets gehört zum Landschaftsschutzgebiet Oberes Starzeltal und Zollerberg, im Westen befindet sich das Landschaftsschutzgebiet Mittleres Starzeltal.
Die Stadt hat Anteil an insgesamt fünf FFH-Gebieten: dem Reichenbach und Killertal zwischen Hechingen und Burladingen, dem Albvorland bei Mössingen und Reutlingen, den Gebieten zwischen Bisingen, Haigerloch und Rosenfeld, dem Rammert und den Gebieten um Albstadt. Zudem liegt im Westen des Stadtgebiets das Vogelschutzgebiet Südwestalb und Oberes Donautal.

## Geschichte

### Vorgeschichte

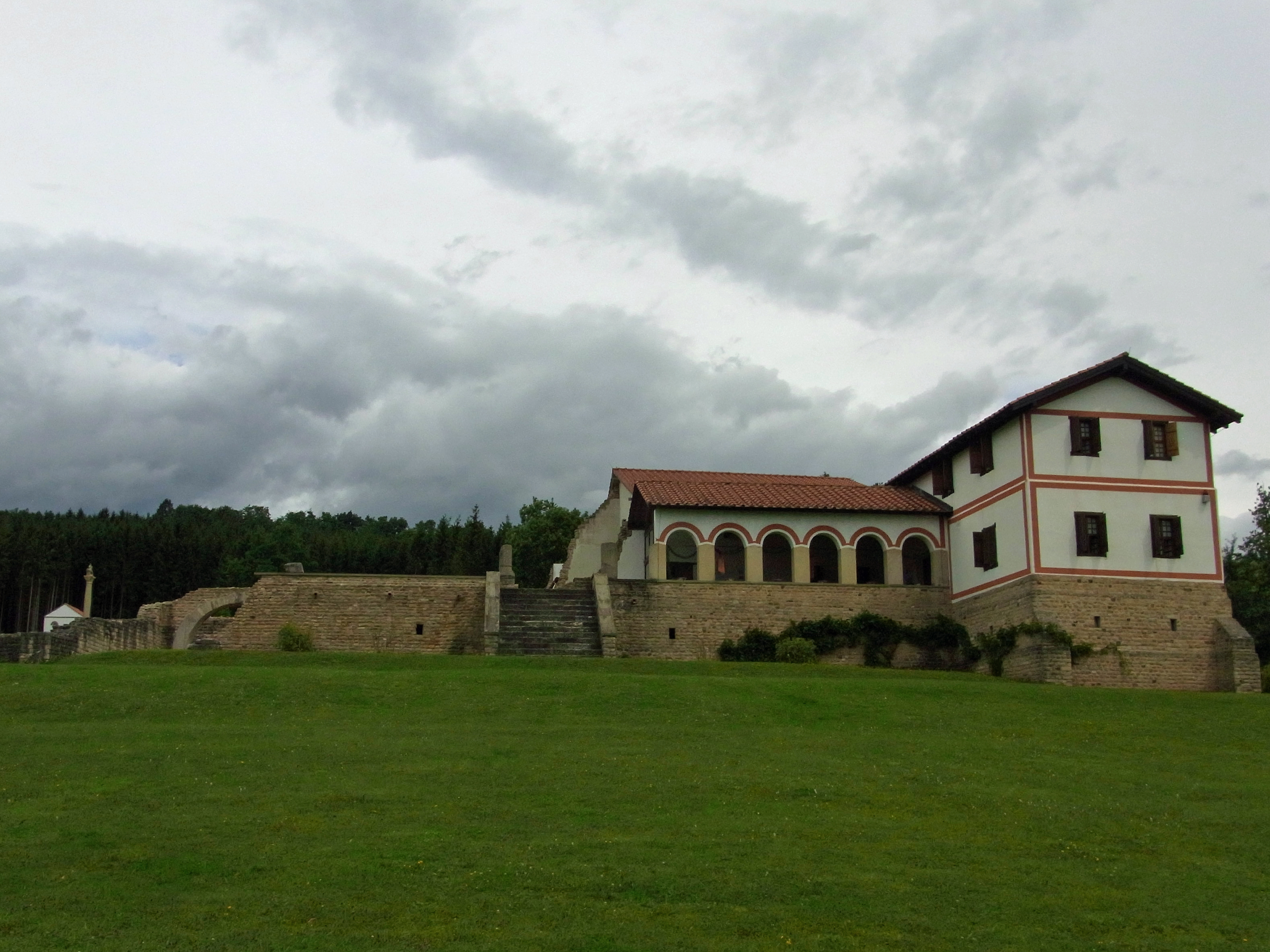
Rekonstruiertes Hauptgebäude im Römischen Freilichtmuseum im Stadtteil Stein

Eine erste, durch Funde beim Ausbau der Bundesstraße 27 belegte Besiedlung ist um etwa 1500 v. Chr. datiert. Ein Zeugnis der frühen römischen Besiedlung ist der römische Gutshof im Stadtteil Stein. Neuesten Erkenntnissen zufolge soll die Schlacht von Solicinium im Raum Hechingen/Beuren stattgefunden haben. Laufend getätigte Entdeckungen und Ausgrabungen in Stein ließen den Schluss zu, dass die „Villa Rustica“ weder ein gewöhnlicher Gutshof noch eine einfache Siedlung war, sondern Teil der verschollenen römischen Stadt Solicinium sein könnte.
Hechingen selbst wurde als alemannisches Dorf gegründet. Es wird angenommen, dass sich im sechsten oder siebten Jahrhundert ein Hacho mit seinen Söhnen dort niederließ. Spuren der eigentlichen Altstadt sind mit Ausnahme der Klosterkirche St. Luzen nicht vorhanden.
Erstmals wurde Hahhingum mit abgegangener Martinskirche, westlich der heutigen Stadt am Martinsberg gelegen, im Jahr 786 in einer Urkunde des Klosters St. Gallen erwähnt. Es gingen noch zwei weitere Dörfer der Stadtgründung durch die Zollerngrafen voraus: Oberhechingen mit der sanktgallischen Missionskirche St. Luzen und das seit dem 18. Jahrhundert genannte Schadenweiler am Fuß der mittelalterlichen Stadt.
Im Herzogtum Schwaben gehörte das Gebiet Hechingens zur großen Berchtoldsbaar. Nach deren Auflösung, zur Zeit Karls des Großen, kam das Gebiet zum Gau Hattenhuntare.
Vor der hohenzollerischen Landannahme im 11. Jahrhundert gehörte das Gebiet um den Zollerberg den Herren von Zell, welche die Ahnen der berühmten Adelsfamilie von Stauffenberg waren. Es wird vermutet, dass Zell der ursprüngliche Name der Stauffenberger gewesen ist. Seit die Stauffenberger das erbliche Schenkenamt bei den Grafen von Zollern innehatten, wurde „Schenk“ zum Bestandteil ihres Nachnamens.
An der Stelle des späteren Stadtschlosses befand sich ein befestigter Herrensitz mit einer Handwerker- und Gesindesiedlung, an die die Grafen von Zollern die planmäßige Stadtanlage anschlossen. In einer Urkunde des Zollerngrafen Friedrich V. vom 31. Dezember 1255 auf der Burg Hohenzollern ist als Zeuge erstmals ein „sculteto de haechingen“ erwähnt. Die Existenz dieses Schultheißen, eines höchstrichterlichen Beamten, ist der Beleg dafür, dass Hechingen das Stadtrecht schon damals innehatte.

### Mittelalter

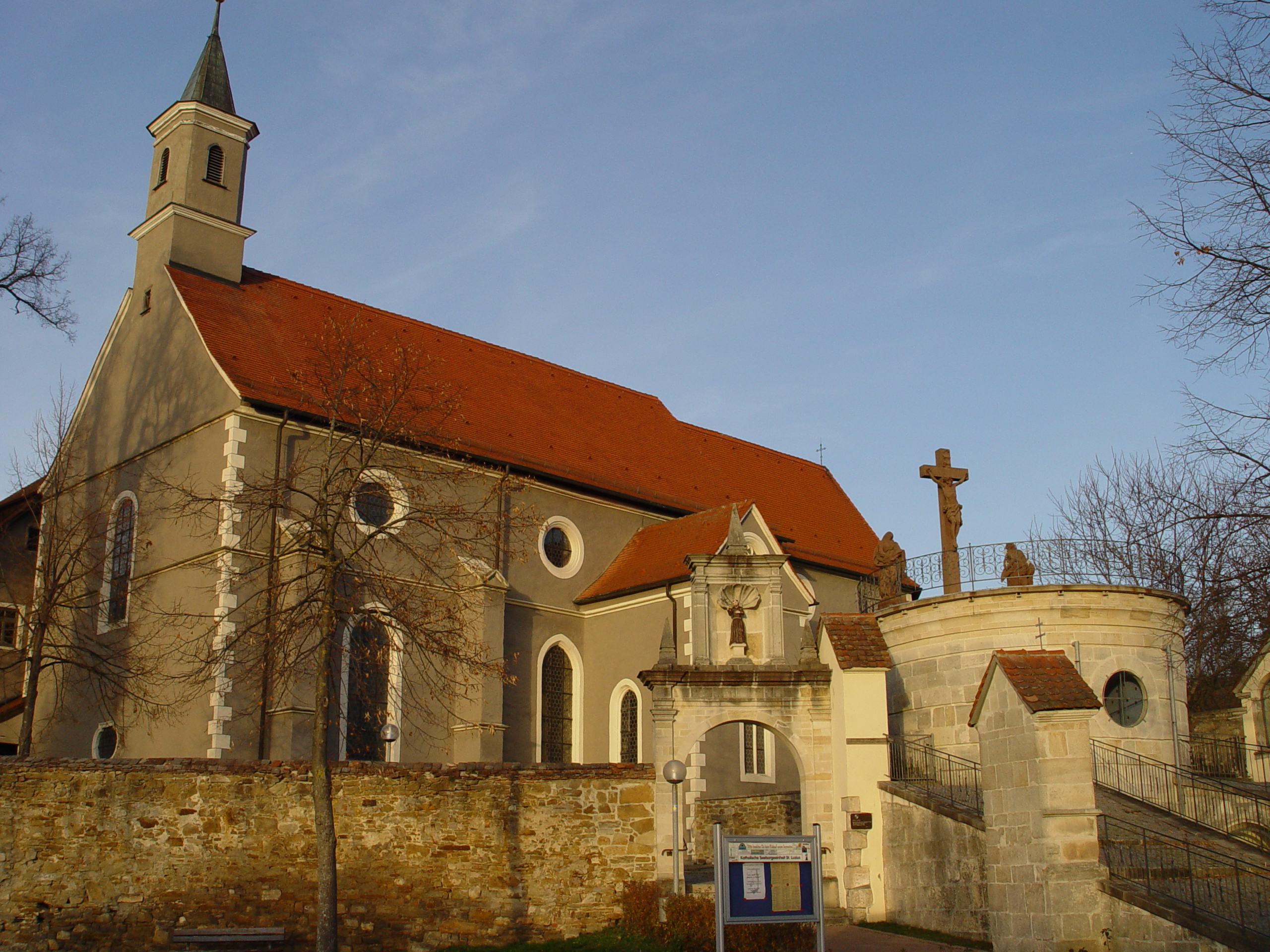
Klosterkirche St. Luzen
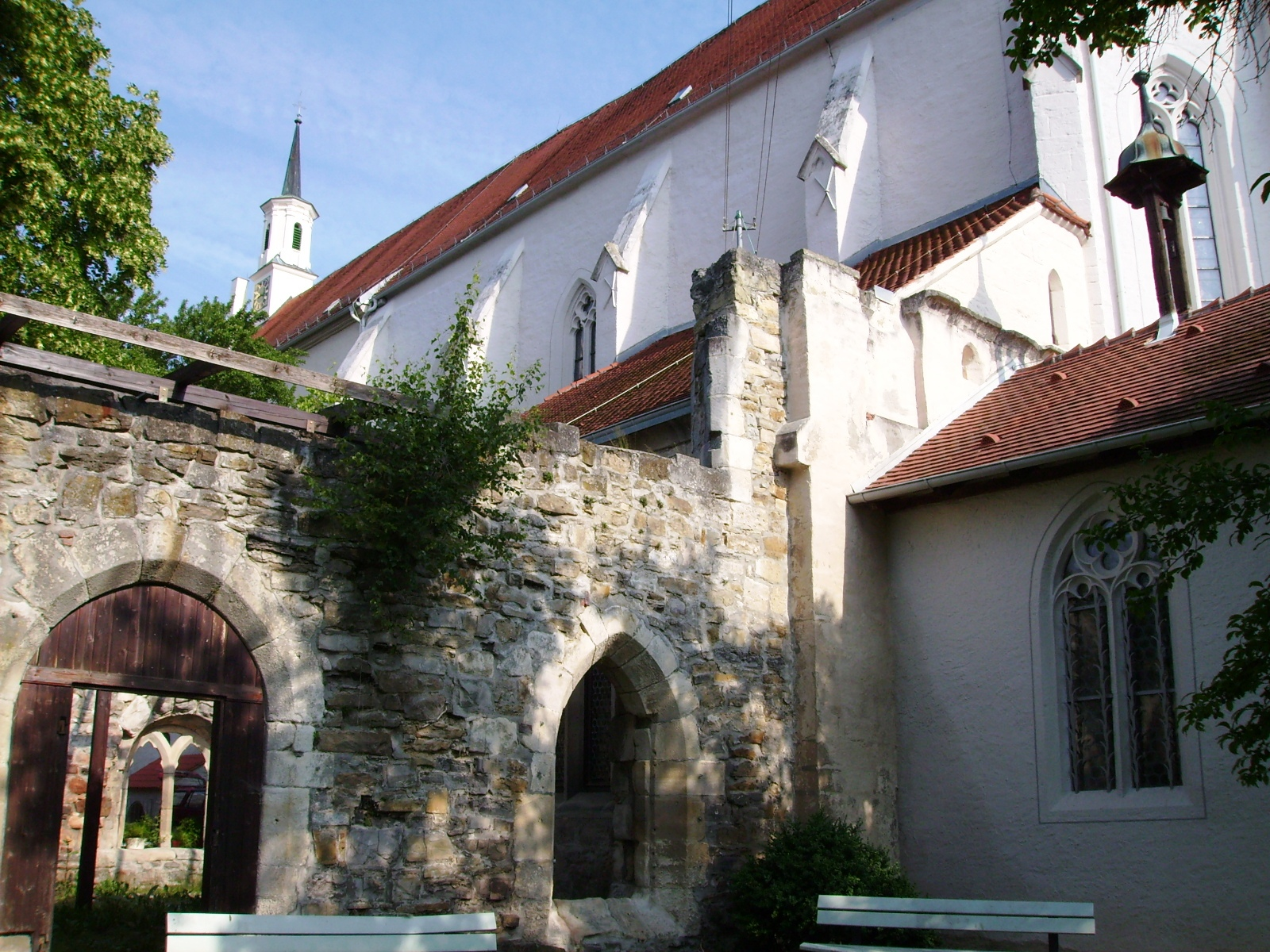
Klosterkirche Stetten

Hechingen lag bereits im Mittelalter an einer Reichsstraße, die vom mittleren Neckarraum nach Süden über Rottweil zum Hochrhein und zu den Alpenpässen führte. Die Grafschaft wurde durch Erbverträge immer wieder geschwächt. Die Grafen hatten erhebliche finanzielle Probleme, sodass 1388 eine Belagerung stattfand und in der Folgezeit Graf Eberhard II. von Württemberg die Pfandschaft über die Stadt erwarb. Die Zollergrafen verpflichteten sich, in den folgenden sechs Jahren seine Parteigänger zu sein und ihm die Stadt und ihre Stammburg zu öffnen. Nach dem großen Stadtbrand von 1401 lockten die Grafen neue Bürger mit Privilegien und Sonderrechten an. Die Stadt entwickelte sich fortan zum Mittelpunkt der Grafschaft. Die Kosten des Wiederaufbaus führten dazu, dass Friedrich von Zollern, genannt der Öttinger, 1415 seinen gesamten Besitz an Württemberg verkaufte. Dies reichte jedoch nicht aus, um seine Gläubiger zu befriedigen. Das Rottweiler Hofgericht sprach deshalb die Acht über ihn aus. Ein Vermittlungsversuch der brandenburgischen Vettern scheiterte. Die schwäbischen Reichsstädte und Gräfin Henriette von Württemberg vollstreckten 1423 die Acht, indem sie die Burg Hohenzollern eroberten und zerstörten. Nach seiner Freilassung aus der Gefangenschaft starb Friedrich von Zollern auf einer Fahrt ins Heilige Land. Auch sein Bruder Eitel Friedrich verpfändete seinen Anteil der Grafschaft an Württemberg und erkannte dessen Erbfolge an, falls er keinen Sohn bekommen sollte. 1433 zeugte er dann aber fast 50-jährig seinen Erben Jos Niklaus und bis zu seinem Tode im Jahr 1439 gelang es ihm, die Hälfte seines Besitzes zurückzuerwerben. Graf Jos Niklaus von Hohenzollern konnte gegen den Widerstand des Schwäbischen Städtebundes beim Kaiser die Erlaubnis zum Wiederaufbau der Burg erwirken. Außerdem gelang es ihm, den Erbvertrag mit Württemberg aufzulösen. Damit blieb die Stadt Hechingen dauerhaft im Besitz der Zollern. Infolge dieser Auseinandersetzungen veränderte sich der Charakter der Stadt zu dem einer Ackerbürgerstadt.

### Renaissance und Reformationszeit

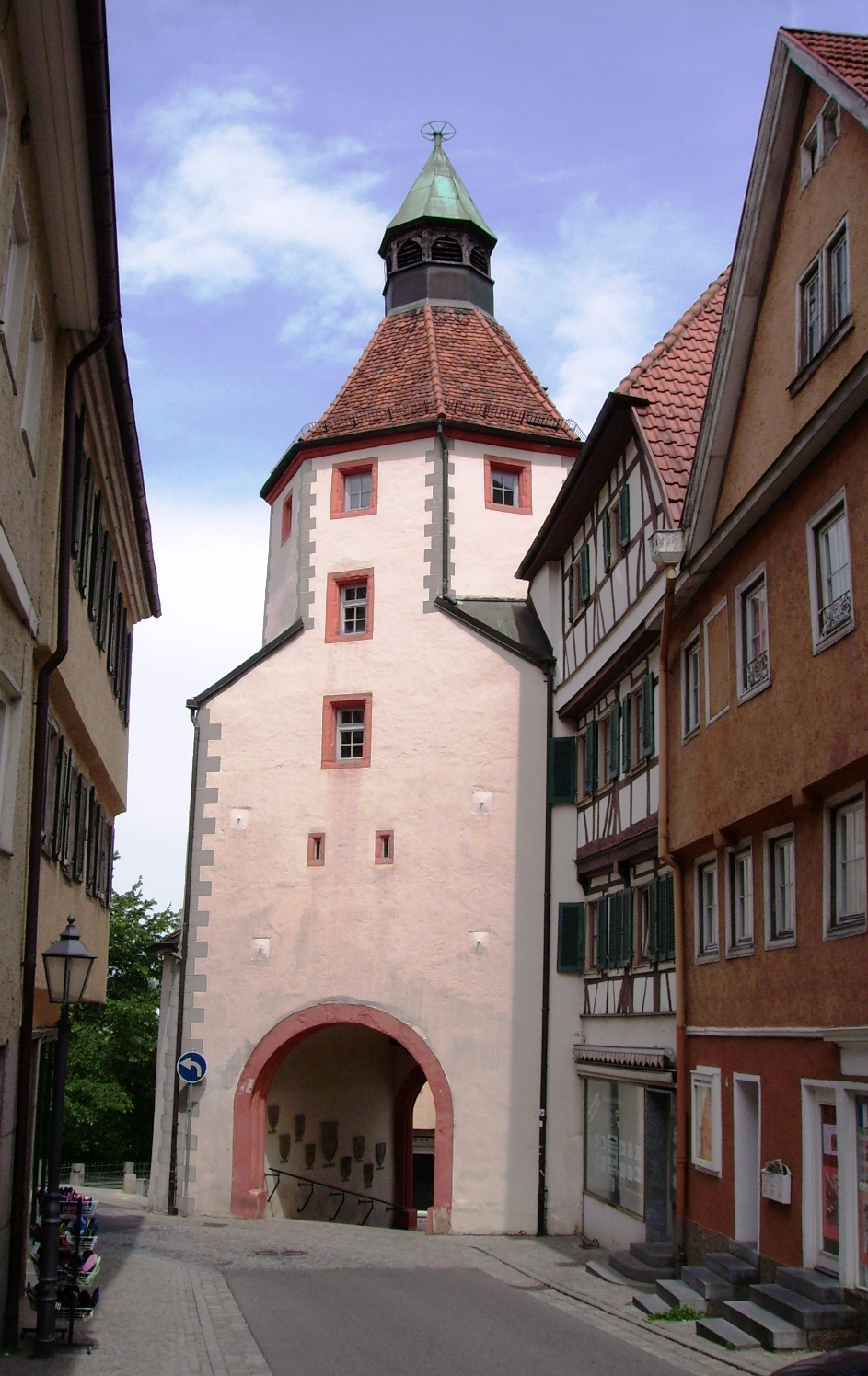
Einziges erhaltenes Stadttor, um 1579 erbaut

Graf Eitel Friedrich IV. (1576–1605) machte Hechingen zu einem Zentrum der Kunst und Musikpflege und der Renaissancearchitektur. Zahlreiche von ihm initiierte Bauten prägen das Stadtbild: die Klosterkirche St. Luzen, das Spital und der Untere Turm als eines der letzten Zeugnisse der ehemaligen Stadtbefestigung. Das ebenfalls unter Eitelfriedrich erbaute Renaissanceschloss, die Friedrichsburg, wurde zu Beginn des 19. Jahrhunderts abgebrochen und durch das Neue Schloss ersetzt.
Durch die Erbteilung im Jahre 1576 entstanden die Grafschaften Hohenzollern-Hechingen, Hohenzollern-Sigmaringen und Hohenzollern-Haigerloch (das ab 1634 zu Hohenzollern-Sigmaringen gehörte). Hechingen war fortan Residenz der Grafen von Hohenzollern-Hechingen. Dieses Territorium, das aus der Stadt Hechingen und 26 Dörfern bestand, veränderte sich bis ins 19. Jahrhundert nicht mehr grundlegend.
In der Zeit der Reformation blieb Hechingen nach den Regelungen des Augsburger Religionsfriedens mit seinem Landesherrn katholisch (Cuius regio, eius religio). Durch die Rangerhöhung des Landesherrn war die Stadt seit 1623 Fürstenresidenz.

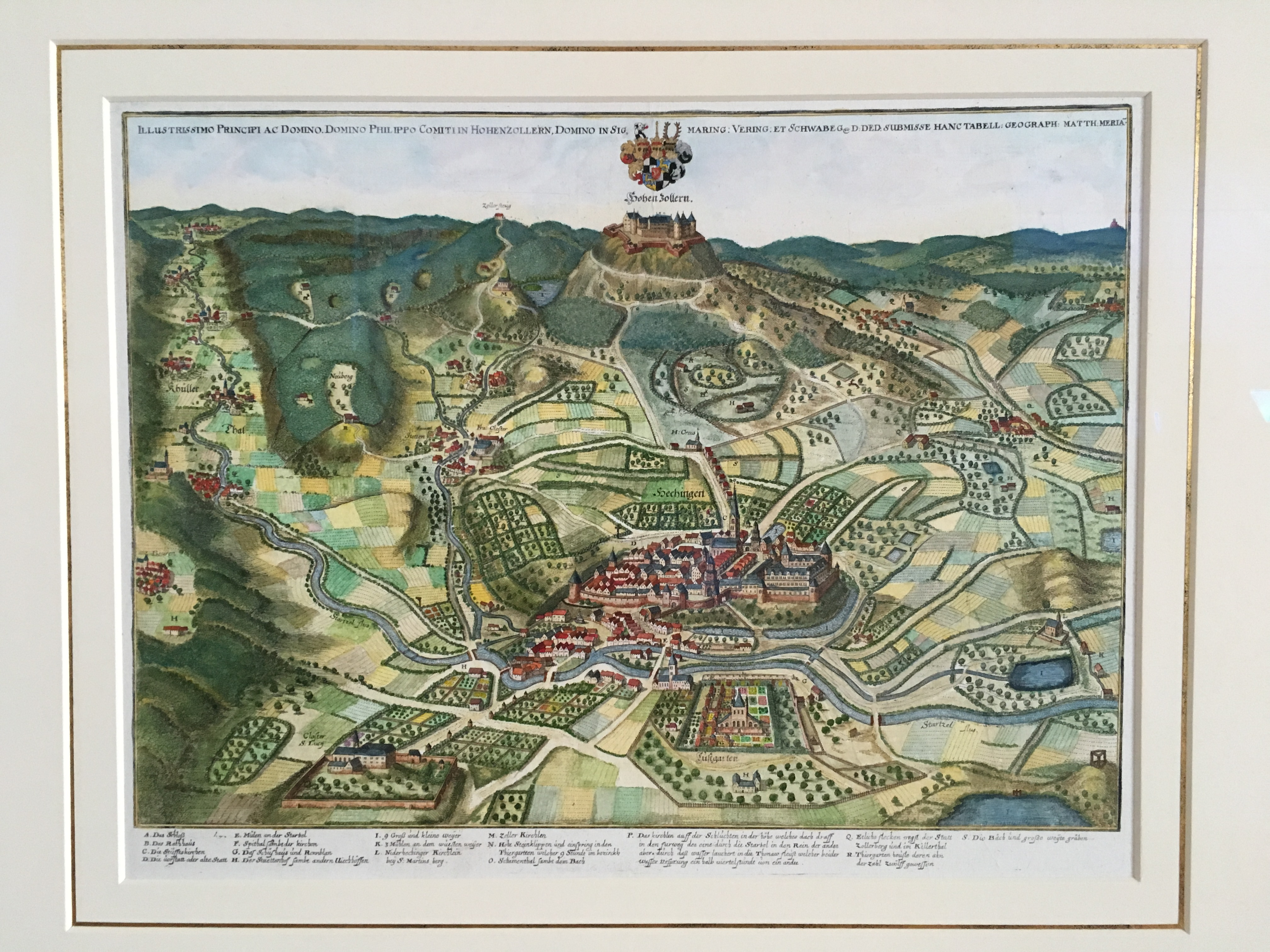
Hechingen mit Burg Hohenzollern (Kupferstich von Merian, um 1650)

Der Dreißigjährige Krieg ging nicht spurlos an der Residenzstadt vorbei. Die kaiserlichen Truppen erreichten Hechingen erst 1625. Der Fürst trug damals die Kosten der Truppen, sodass die Abgaben der Bewohner von Stadt und Fürstentum ins Unermessliche stiegen. Durch mehrere Missernten und plündernde Soldaten starben in dieser Zeit viele Menschen.
Bei einem Angriff der schwedischen Truppen 1632 verlor das Fürstentum 500 Pferde. Im nächsten Jahr marschierte die gesamte schwedische Armee unter Führung des Feldmarschalls von Horn ein. Die durch Soldaten der Landgrafschaft Hessen-Kassel, der Landgrafschaft Hessen-Darmstadt und welchen des Herzogtums Württemberg unterstützten Angreifer forderten nach Okkupation der Stadt die Übergabe der Burg. Der Burgkommandant Matthäus Weinmann lehnte ab oder antwortete nicht, da sich dort zum damaligen Zeitpunkt die Grafen von Hohenzollern-Haigerloch und von Hohenzollern-Hechingen mit Gefolge und Familien befanden. Die Truppen zogen bereits am Folgetag weiter nach Sigmaringen.
Im Frühjahr 1633 nahm Herzog Eberhard von Württemberg die Grafschaft Hohenzollern-Haigerloch ein. Am 5. Juli 1633 wurde Hechingen mitsamt Schloss durch die württembergischen Truppen eingenommen. Die Burg wurde von 2000 Mann eingekesselt und belagert. Die Belagerung dauerte neun Monate. In dieser Zeit wurde der Proviant durch unterirdische Geheimgänge im Schutz der Dunkelheit auf die Burg gebracht. Da kaum mehr Geld vorhanden war, wurden die Bauern mit Wertgegenständen, die auf der Burg in Sicherheit gebracht waren, bezahlt.
Am 3. April 1634 wurde die Burg den Württembergern übergeben, was die Lage jedoch nur verschlimmerte:
Die Soldaten stahlen alles, was ihnen in die Hände fiel. Die Bauern besaßen letzten Endes keine Tiere mehr und waren nicht in der Lage, ihre Felder zu bearbeiten.
Kurze Zeit darauf erreichten kaiserliche Truppen das Fürstentum, welche die württembergischen Soldaten zum Abzug zwangen. Lediglich die Burg blieb unter württembergischer Besatzung. Ein erneuter Aufmarsch kaiserlicher Truppen blieb ergebnislos, denn sie waren vom Krieg geschwächt und mitgenommen und daher nicht in der Lage, die Württemberger zu besiegen. Im Folgejahr 1635 brach die Pest aus, sodass viele Menschen in der ohnehin schon geschwächten Stadt starben. 1635 gelangte die Burg außerdem durch ein Täuschungsmanöver an den Kurfürsten Maximilian von Bayern. Nach Abzug seiner Truppen erhielt die Burg 1637 wieder eine zollerische Besatzung.
Die Truppen des mit Frankreich verbündeten Bernhard von Sachsen-Weimar raubten die Stadt 1638 innerhalb von zwölf Tagen komplett aus, sodass sich die Menschen, nachdem es keine Hunde und Katzen mehr gab, sogar von Nesseln und Schnecken ernährt haben sollen. Die Burg kam 1639 erneut in bayerischen Besitz und wurde erst 1650 wieder geräumt. Die Einwohner des Fürstentums waren bis 1640 schließlich so verarmt, dass sie die Kontributionen nicht mehr bezahlen konnten.
Nach dem Westfälischen Frieden von 1648 blieben die verstreuten Soldaten noch weitere zwei Jahre wegen unbezahlter Kontributionen. 1650 war der Krieg endgültig vorbei. Im ganzen hohenzollerischen Land wurden Dankgottesdienste abgehalten.

### Zeitalter der Aufklärung

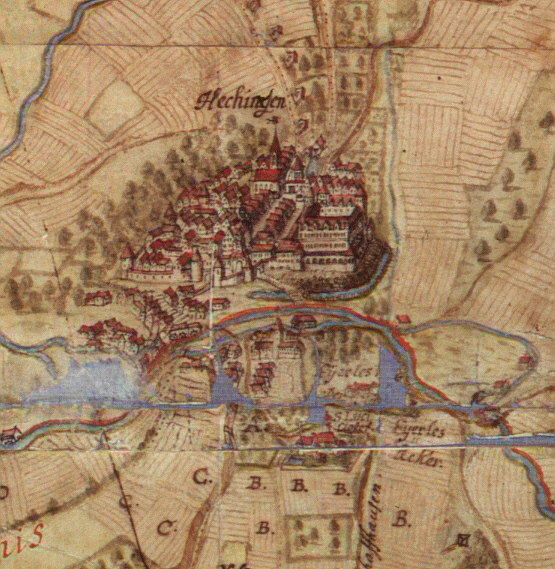
Hechingen mit Kloster St. Luzen (Ansicht von 1716)
Nepomuk an der Stelle des alten von Wackermann

Das Stadtbild wurde ab 1764 entscheidend durch den fürstlichen Baudirektor Pierre Michel d’Ixnard geprägt, der als Wegbereiter des Frühklassizismus in Süddeutschland zu den gefragtesten Architekten gehörte. Von ihm stammt unter anderem die katholische Stiftskirche.
Diese lobte Johann Wolfgang von Goethe auf seiner Reise in die Schweiz 1797:

„Hechingen zum Teil im Grunde, ein Teil der Stadt mit dem Schlosse auf der Anhöhe. Links weiter unten zwischen Wiesen und Feldern ein Kloster, hinter dem Zwischenraume Hohenzollern auf dem Berge, die Ansicht bei der Einfahrt in Hechingen sehr schön. Auf der Brücke seit langer Zeit der erste heilige Nepomuk; war aber auch wegen der schlechten Wege nötig… Sehr schöne Kirche.“

### Nachnapoleonische Zeit bis zum Anschluss an Preußen

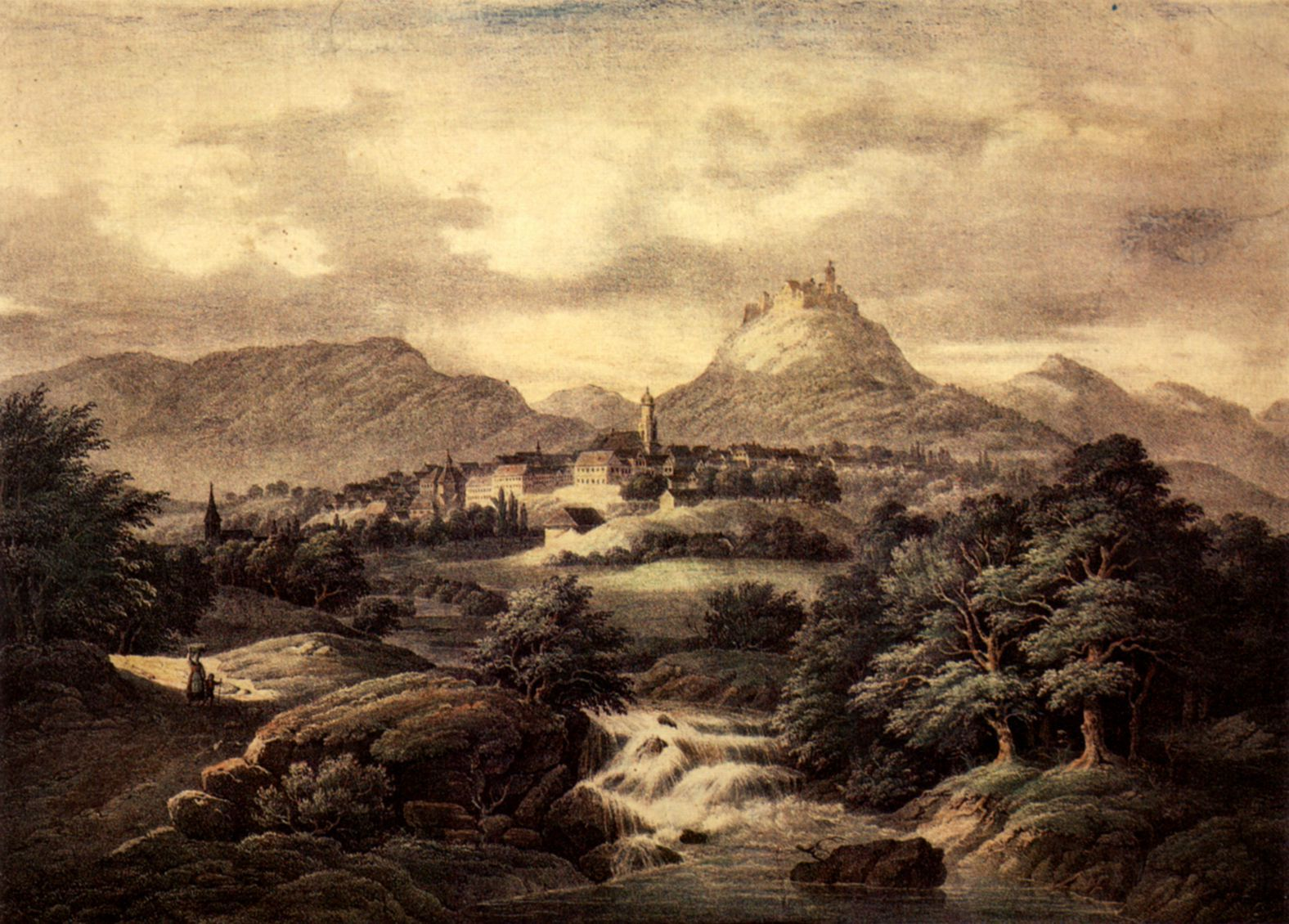
Lithographie (um 1860)

Aufgrund der persönlichen Beziehungen zu Napoléon Bonaparte konnten sich die Fürstentümer Hohenzollern-Hechingen und Hohenzollern-Sigmaringen der Mediatisierung zu Beginn des 19. Jahrhunderts entziehen.
Als Papst Pius VII. 1821 aus machtpolitischen Gründen das alte und in seinen Augen zu liberale und der Aufklärung verpflichtete Bistum Konstanz aufhob und das Erzbistum Freiburg gründete, schlossen sich die hohenzollerischen Fürsten dieser Neugründung an. Das viel näher gelegene Rottenburg am Neckar wurde zum Landesbistum für die württembergischen Katholiken.
Ab 1826 wurde Hechingen unter dem letzten regierenden Fürsten Konstantin und seiner Gemahlin Eugénie de Beauharnais ein kulturelles Zentrum in Süddeutschland. Berühmte Persönlichkeiten waren Gäste: Eugénies Vetter, der spätere Kaiser Napoleon III., Hector Berlioz und Franz Liszt. Die Hofkapelle genoss einen guten Ruf und das Fürstenpaar entfaltete eine rege Bautätigkeit im Stil des Klassizismus. Die Fürstin Eugenie, eine Stiefenkelin von Napoléon Bonaparte, brachte mit ihren Verbindungen zum europäischen Hochadel weiteren Glanz in die kleine Residenzstadt. Eugénie engagierte sich auch sozial und ließ eine große Kinderbewahranstalt und ein Altenheim errichten.

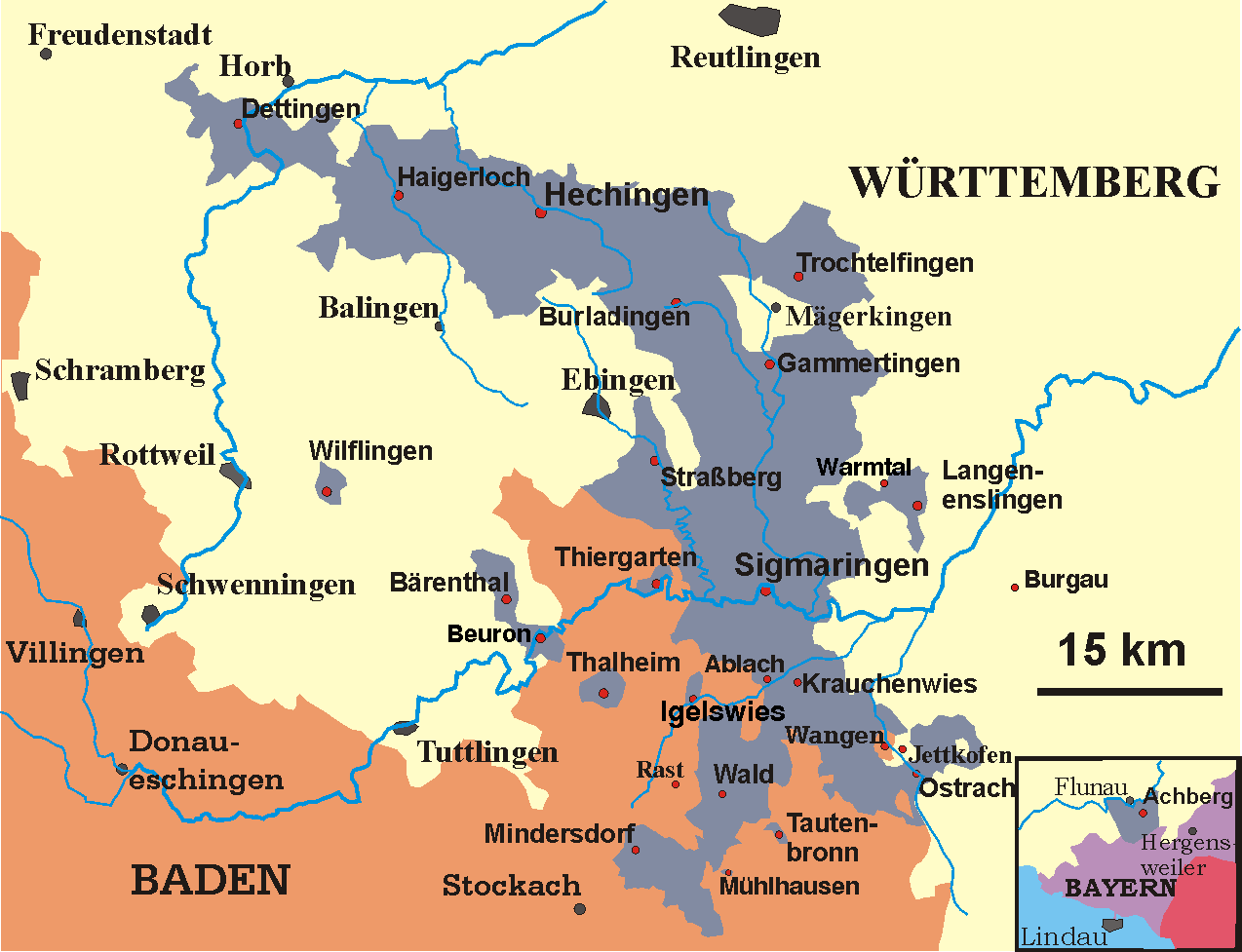
Karte der Hohenzollernschen Lande, nach 1850 Teil von Preußen

Nachdem Fürst Konstantin wegen Amtsmüdigkeit im Anschluss an die Märzrevolution von 1848 auf sein Erbe verzichtet hatte, fiel das katholische Hechingen zusammen mit dem gesamten Fürstentum Hohenzollern-Hechingen 1850 an das protestantische Königreich Preußen. Die Stadt erhielt den Status einer Oberamtsstadt im preußischen Regierungsbezirk Sigmaringen, der auch als Hohenzollernsche Lande bezeichnet wurde und bis auf die Militärverwaltung die Befugnisse einer Provinz hatte. Trotz der verkehrstechnisch günstigeren Lage, der damals besseren wirtschaftlichen Bedingungen und der höheren Einwohnerzahl Hechingens wurde Sigmaringen Provinzhauptstadt. Der Architekt des Königs, Friedrich August Stüler, begann im selben Jahr mit dem Wiederaufbau der Burg Hohenzollern und errichtete einige Jahre später auch die evangelische Pfarrkirche St. Johannes.

### Jüdisches Hechingen

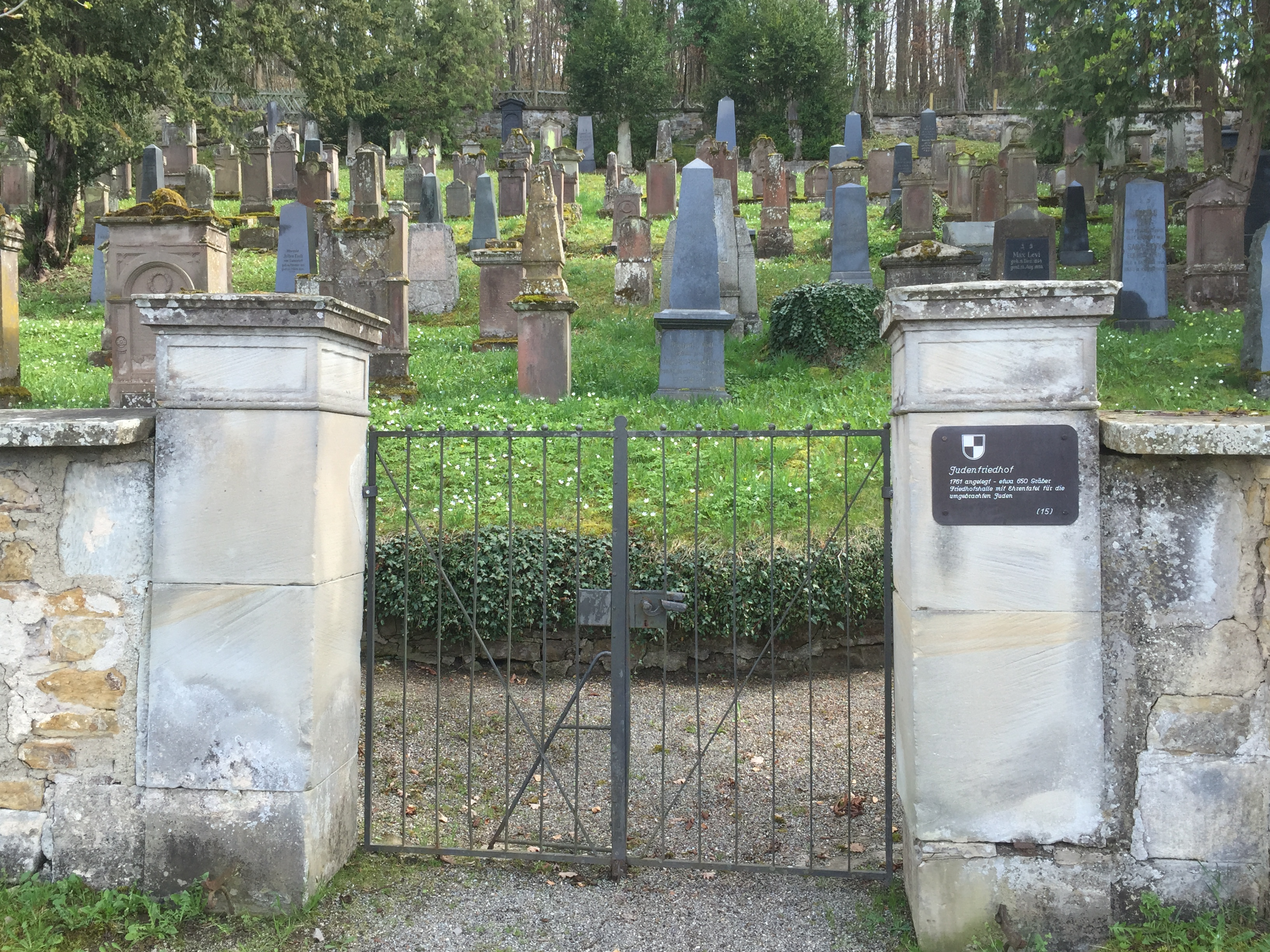
Jüdischer Friedhof

Ende des Mittelalters konnten sich Juden in Hechingen ansiedeln, weil die Grafschaft Zollern sich davon wirtschaftliche Vorteile versprach. 1435 wurde erstmals ein jüdischer Bewohner erwähnt. 1544 lebten „zehn Familien in sechs eigenen Häusern“ in der Stadt. Bereits seit 1546 besaßen sie dort eine eigene Synagoge. 1592 wurde ihnen von Graf Eitel Friedrich I. von Hohenzollern-Hechingen die Existenzgrundlage entzogen, was einer Ausweisung gleichkam. Dadurch erlosch die erste jüdische Gemeinde. Nach dem Dreißigjährigen Krieg entwickelte sich eine neue jüdische Gemeinde, die 1742 ein Gebäude in der Goldschmiedstraße 20 erwarb, das sie als Synagoge einrichtete. Mehrere Umbauten und ein Neubau 1765–1767 sind belegt. Im Stadtteil und damaligen Ghetto Friedrichsstraße gab es von 1761 bis 1878 eine zweite Synagoge, die bis 1870 benutzt wurde. Bis zum Jahr 1848 hatte es eine dritte Synagoge in Hechingen gegeben: die Stiftssynagoge im Lehrhaus der Familie Kaulla in der Münzgasse. Dort war eine Talmudschule eingerichtet. Auch Berthold Auerbach lernte dort als Schüler, als er noch Rabbiner werden sollte, und wohnte bei Stiftsrabbiner Nathan Reichenberger. Das Gebäude des Lehrhauses, zu dem die Stiftssynagoge gehörte, wurde im Sommer 1936 abgerissen. Der Portalstein des Lehrhauses in der Münz blieb erhalten, wurde 1987 geborgen und ist seitdem in der Ausstellung auf der Empore der alten Synagoge zu sehen. Von 1850 bis 1852 wurde die Synagoge in der Goldschmiedstraße 20 erneut vergrößert, 1881 brachte man eine neoklassizistische Fassade an.

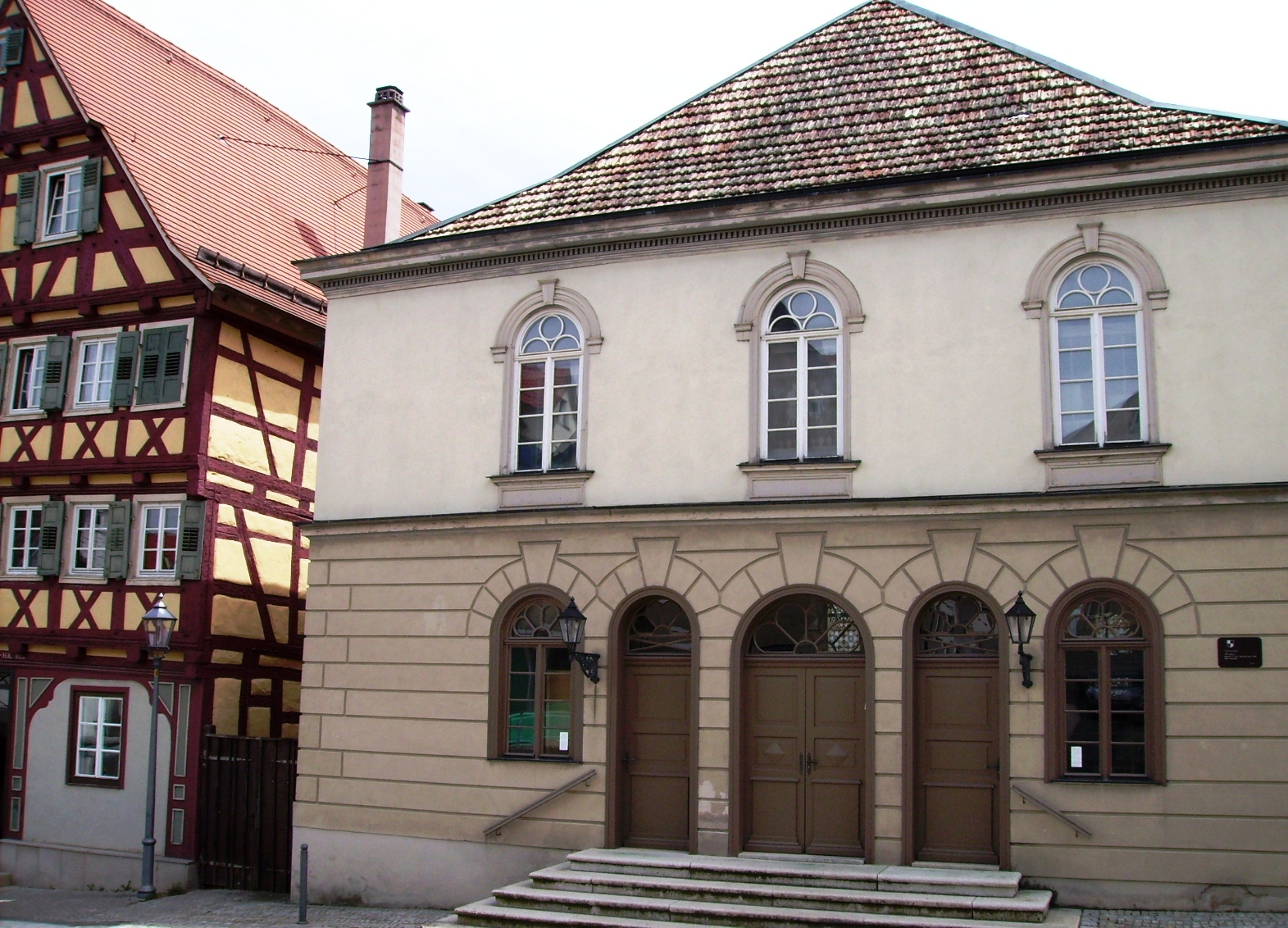
Die Synagoge in der Altstadt

Der Anteil der Juden an der Bevölkerung erreichte Mitte des 19. Jahrhunderts mit rund 25 % seinen Höhepunkt, nahm danach jedoch rasch ab. 1903 lebten in der Stadt noch 192 Juden.
In der Reichspogromnacht 1938 wurde die Inneneinrichtung der Synagoge von Hechinger Angehörigen der SA unter Leitung des SA-Standartenführers Karl Schuhmacher aus Reutlingen komplett zerstört und von Landrat Schraermeyer auf Befehl der Gestapo Sigmaringen noch in derselben Nacht die Verhaftung von 15 „tunlichst reiche(n) Juden“ angeordnet, fünf der Inhaftierten wurden in das KZ Dachau überführt. „In der Zeit des Nationalsozialismus wurden 14 der bereits mindestens seit 1933 in der Stadt wohnenden 105 Juden oder als jüdisch eingestuften Bürger von Hechingen aus deportiert und ermordet (Lager Jungfernhof bei Riga, Getto Izbica, Gettolager Theresienstadt), einer wurde in das KZ Welzheim eingeliefert und im KZ Mauthausen ermordet, und mindestens 14 der Weggezogenen fielen anderswo der Deportation zum Opfer“.
Mitte der 1980er Jahre wurde aufgrund des Einsatzes der „Initiative Hechinger Synagoge“ das vom Verfall bedrohte Gebäude wieder restauriert. 2003 wurde es zeitweise wieder als Synagoge genutzt, hauptsächlich dient sie aufgrund der Tätigkeit des Vereins „Alte Synagoge Hechingen e. V.“ als Kulturhaus und Gedenkort.
In der Dauerausstellung Spurensicherung – Jüdisches Leben in Hohenzollern wird in der ehemaligen Synagoge Haigerloch auch an die Geschichte der Hechinger Juden erinnert. Unter anderem erzählt Markus Wolf in einem Interview von seiner Kindheit in Hechingen. Sein Vater Friedrich Wolf lebte von 1921 bis 1926 als Arzt und Schriftsteller in Hechingen. Die Dauerausstellung auf der Empore der Alten Synagoge Hechingen stellt weitere bedeutende Persönlichkeiten vor: Der Humanist, Sozialist und nach der Ermordung von Karl Liebknecht und Rosa Luxemburg erste Vorsitzende der Kommunistischen Partei Deutschlands Paul Levi wurde als Sohn eines jüdischen Gemeindevorstehers in Hechingen geboren. Auch Madame Kaulla ist als herausragende Persönlichkeit, die als „reichste Frau Deutschlands“ überregional eine große Rolle spielte, zu erwähnen. Im Jahre 1876 wurde in Hechingen Elsa Einstein als Tochter eines Textilfabrikanten der Hechinger Baumwollweberei B. Baruch und Söhne geboren, sie war eine Cousine und seit 1919 zweite Frau von Albert Einstein.

### Industrialisierung

Hechinger Altstadt vor 1906

Unter preußischer Herrschaft war Hechingen auch preußisch-hohenzollerische Oberamtsstadt. Die ab 1850 beginnende Industrialisierung der Stadt wurde fast ausschließlich von jüdischen Unternehmern getragen. Das Zeitalter der Industrialisierung war mit Eröffnung der Tuchfabrik Baruch eingeleitet, die sich an der Staig befand. Bis 1873, noch im Zuge der Gründerzeit, hatten bereits neun Textilfabriken in Hechingen Fuß gefasst: Benedikt Baruch & Söhne, J. Heilbronner & Söhne, Julius Levi & Cie, Spinnerei Karlstal in Haigerloch, Gebr. Bing, die Mechanische Trikotweberei Löwengrad, Gebr. Bernheim, Fa. David Levy und die Baumwollwarengroßhandlung Levy & Liebmann. Letztere stellte die damals berühmten Togolano-Unterkleider in Hechingen her. Teile der Fabrikgebäude wurden von der Volma später übernommen und sind teilweise erhalten geblieben. Die Gebrüder Bernheim expandierten nach Reutlingen, zusammen mit den anderen acht Textilfabriken boten die Webstühle und Strickmaschinen zwischen 1924 und 1928 mehr als 2500 Arbeitsplätze für Bürger der Stadt, des Umlands und der gesamten Schwäbischen Alb. Das Gewerbesteuerkapital der Stadt belief sich 1910 bereits auf 10.720.000 Reichsmark, wovon die jüdischen Unternehmen 5 Millionen zahlten.

### Nationalsozialismus

Hechinger Obertorplatz um 1904

Die neugotische, mit ihren Türmchen und Erkern verspielt wirkende Fassade des alten Rathauses von 1815 wurde 1935 im Stil der NS-Architektur umgestaltet. Im Zuge dieser Umbaumaßnahmen versuchte man, Luftschutzkeller einzurichten und beschädigte dabei das Fundament erheblich. Deswegen und wegen des großen Höhenunterschiedes zwischen Front- und Rückseite war 1957 die Sprengung unumgänglich. Im Neuen Schloss wurden seinerzeit ebenfalls Luftschutzkeller eingerichtet. In den Kriegsjahren wurden viele Menschen aus von Luftangriffen bedrohten Gegenden in den Raum Hechingen umgesiedelt. Die DEHOMAG, Vorläufer der IBM, verlegte die Großmaschinenproduktion aus dem durch Luftangriffe zerstörten Werk Berlin-Lichterfelde nach Hechingen. Am Hechinger Marktplatz gab es ein Patentbüro.
Wegen der britischen Luftangriffe auf Berlin im Spätherbst 1943 wurden auch Teile des Kaiser-Wilhelm-Instituts für Physik mit dem Personal nach Hechingen verlegt. Das Institut kam im Brauereigebäude des ehemaligen Franziskanerklosters Sankt Luzen unter und verblieb dort bis 1947. Das 1944 ebenfalls nach Hechingen umgezogene Kaiser-Wilhelm-Institut für Biologie unter Max Hartmann, Fritz von Wettstein und Emmy Stein wurde 1952 nach Tübingen verlegt. Das Kaiser-Wilhelm-Institut für Chemie unter Otto Hahn zog zeitgleich mit dem für Physik 1943 nach Tailfingen um. Einige Physiker, unter ihnen Werner Heisenberg und Karl Wirtz, blieben zunächst in Berlin und setzten ihre Forschungen im Bunker fort. Im Januar 1945 tauchten jedoch russische Panzer vor Berlin auf. Die Physiker ließen ihren Reaktor zunächst nach Stadtilm und später nach Haigerloch verfrachten und flohen nach Hechingen.

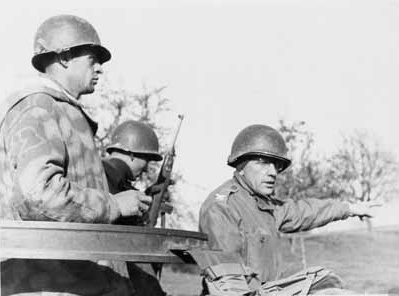
Lieutenant Colonel Pash am 23. April 1945 in Hechingen

Um den französischen Truppen zuvorzukommen, planten General Groves und Lieutenant Colonel Pash, das St.-Luzen-Kloster, in dem sich die Anlagen mit den meisten der Physiker befanden, mit Fallschirmjägern aus der Luft anzugreifen oder durch Bombenangriffe zu zerstören. Der Physiker Goudsmit konnte Groves jedoch überzeugen, dass das deutsche Uranprojekt diesen Aufwand nicht wert sei und so entschloss man sich für eine Landoperation. Im April 1945 marschierten amerikanische Truppen in den Landkreis Hechingen ein. Sie nahmen das Hechinger Laboratorium sowie den Forschungsreaktor Haigerloch ein und die Wissenschaftler, darunter Erich Bagge, Carl Friedrich von Weizsäcker und Karl Wirtz, im Zuge der Alsos-Mission gefangen. Der damals ebenfalls in Hechingen wohnhafte Otto Hahn wurde in Tailfingen festgenommen und zusammen mit den anderen Physikern um Werner Heisenberg und einigen Mitarbeitern des Instituts im Rahmen der Operation Epsilon auf dem Landsitz Farm Hall in England interniert und mehrere Monate lang verhört.

### Nachkriegszeit
Die Stadt wurde in die französische Besatzungszone eingegliedert. Militärgouverneur der Stadt war Colonel Courtois. Der Landkreis wurde 1947 Teil von Württemberg-Hohenzollern, bevor 1952 die Bildung des Bundeslandes Baden-Württemberg erfolgte. Der Kreis Hechingen gehörte mit dem Kreis Sigmaringen dem Landeskommunalverband der Hohenzollerischen Lande an. Dies war durch Artikel 2, Absatz 2 der Verfassung unter anderem mit dem Recht auf Selbstverwaltung garantiert.
Die Willkürmaßnahmen im Nationalsozialismus hatten der Hechinger Wirtschaft erheblich geschadet, da ein Großteil der Hechinger Fabriken zuvor in jüdischem Besitz war. Beim wirtschaftlichen Neuanfang in der Nachkriegszeit entstanden vermehrt Betriebe der Metallverarbeitung, der Elektrotechnik und der Kunststoffindustrie. Die IBM rückte wie BMW von Plänen ab, ein großes Werk in Hechingen zu errichten. Das „Hausunternehmen“ der Stadt, die Volma, wurde vom US-amerikanischen Jockey-Konzern übernommen und beendete vor wenigen Jahren die Produktion.
Die industrielle Weiterentwicklung und die Aufnahme von Heimatvertriebenen erforderten die Erschließung neuer Wohngebiete und den Bau von Sozialwohnungen. An den Siedlungen an der Schalksburgstraße, der Ermelesstraße, am Fasanengarten, am Schlossacker, Schlossberg und Stockoch ist diese Entwicklung sichtbar. Gegenwärtig (2009) werden die Wohngebiete Helle BA. I in Sickingen und Bauplätze im Wohngebiet Killberg BA. II erschlossen. Weitere geplante Wohngebiete sind Stein-Ost, Hilb in Stetten und das verbliebene First-Gelände, um die Lücke zwischen First und Altstadt zu schließen. Eine markante Veränderung der Bausubstanz fand im unmittelbaren Herzen der Stadt, am Obertorplatz statt. Der ehemals als englischer Garten angelegte Platz wurde mehrmals umgestaltet. Von den alten Häusern im Herrengässle sind nur noch drei erhalten. Die Westseite des Obertorplatzes wich vor der Jahrtausendwende einem Parkplatz. An der Ostseite entstanden das Burgtheater, das Verlagsgebäude der Hohenzollerischen Zeitung sowie Neubauten der Südwestbank und der Volksbank Balingen. Am Obertorplatz befand sich ursprünglich das historische Hotel Linde-Post, an dem die Postwagen der Linie Stuttgart–Hechingen–Schaffhausen hielten.

### Bis zur Gegenwart

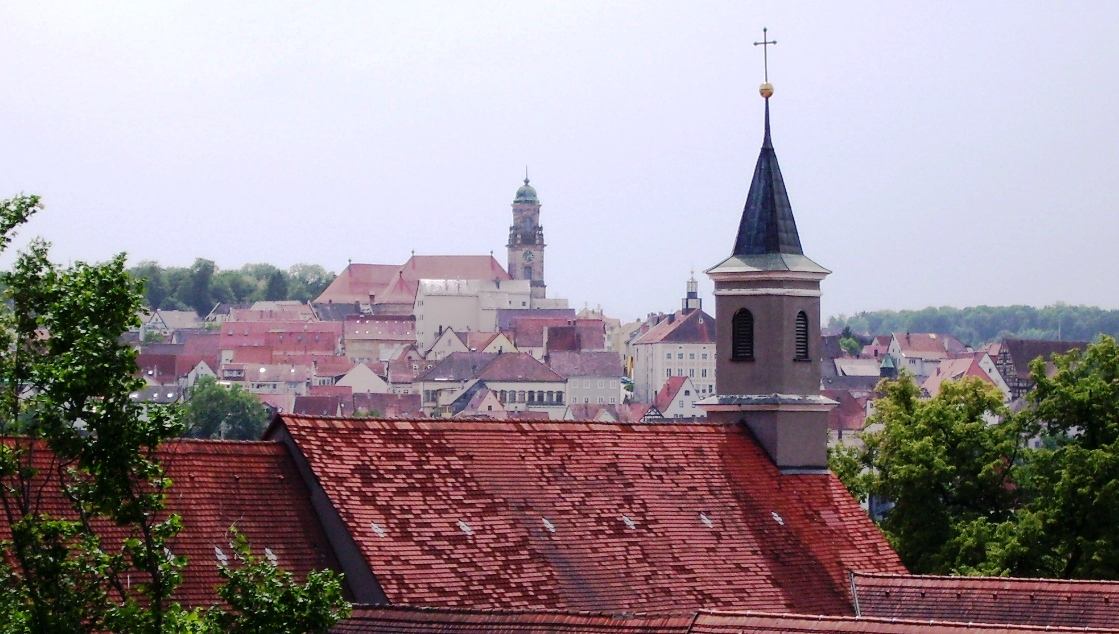
Die Hechinger Altstadt, mit Sankt Luzen im Vordergrund

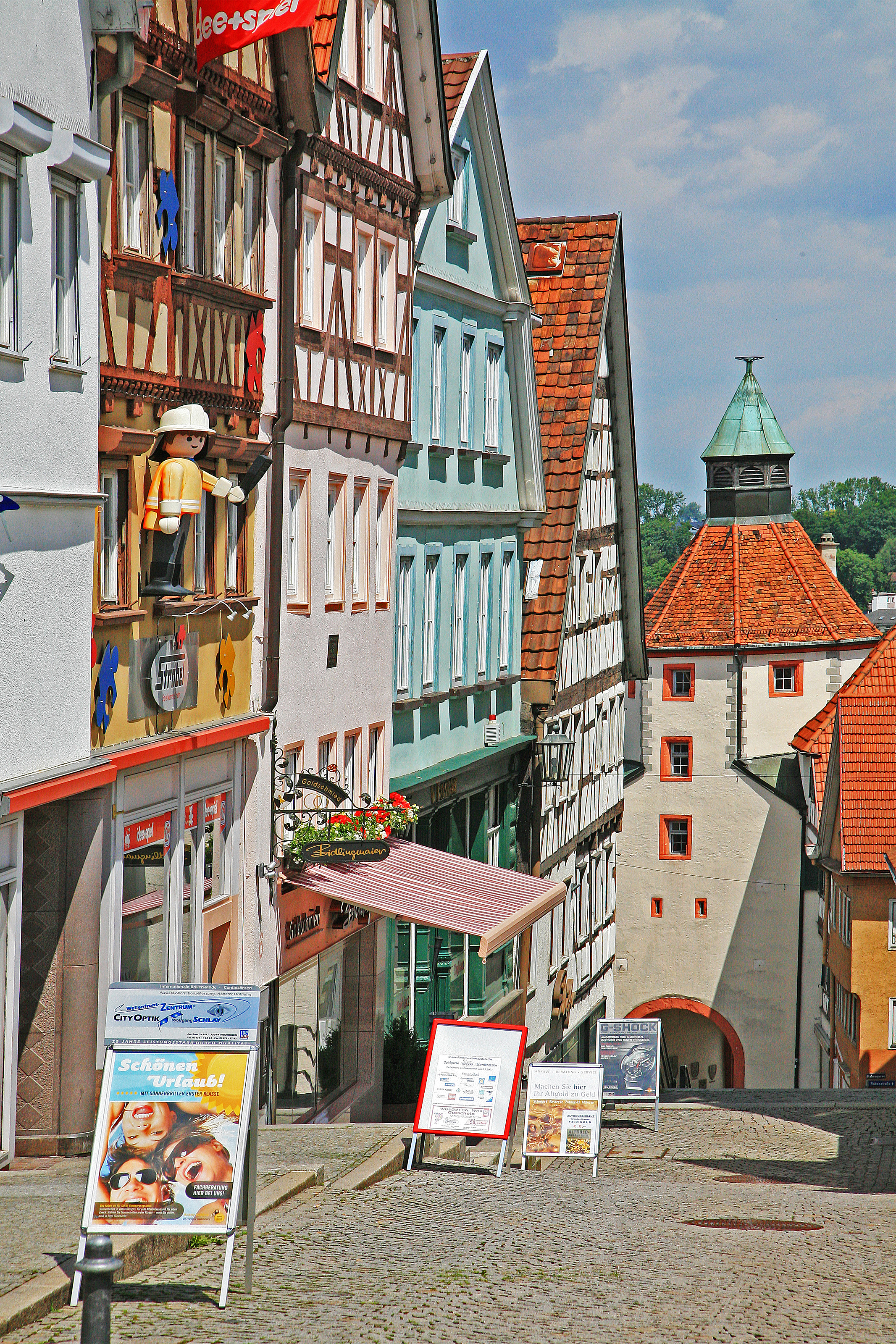
Blick Richtung Unterer Turm

Im Zuge einer Gebietsreform war Hechingen 1925 Kreisstadt des neu gebildeten Landkreises Hechingen geworden. Im Rahmen der Kreis- und Gemeindereform von 1973 wurden die bis dahin selbständigen Gemeinden Bechtoldsweiler, Beuren, Boll, Schlatt, Sickingen, Stein, Stetten und Weilheim von Hechingen eingemeindet. Die Stadt kam zum neu gegründeten Zollernalbkreis, Nachfolgerin als Kreisstadt wurde Balingen, das bis auf das Landgericht alle wesentlichen Behörden erhielt. Ursprünglich sollte der Mittelbereich Hechingen auf zwei Landkreise aufgeteilt werden, Haigerloch und Bisingen mit der Burg Hohenzollern in den Zollernalbkreis, während Hechingen, Burladingen, Jungingen und Rangendingen den Anschluss an den Landkreis Tübingen favorisierten. Dies scheiterte am massiven Widerstand der Bevölkerung, der einen Bürgerentscheid herbeiführte. Die Mehrheit entschied sich für eine Zuordnung zum Zollernalbkreis. Dadurch wurden auch die Planungen verworfen, weitere Umlandgemeinden nach Hechingen einzugemeinden.
Die Eingemeindung der neuen Stadtteile und der Siedlungsbau erforderten Um- und Ausbaumaßnahmen im sozialen Bereich. Die Schaffung und Weiterentwicklung kultureller Einrichtungen wie zum Beispiel des Zweckverbands Jugendmusikschule Hechingen und Umgebung im Obergeschoss des sanierten historischen Gebäudes Spittel wurde vorangetrieben, um Hechingen als Mittelzentrum langfristig zu festigen.
Am Abend des 2. Juni 2008 kam es bei einem Gewitter zu Überflutungen, bei denen drei Frauen ertranken. Das „Killer valley“ (für Killertal) machte internationale Schlagzeilen.

### Eingemeindungen
| Jahr          | Orte                 | Zuwachs in ha |
| ------------- | -------------------- | ------------- |
| 1413          | Niederhechingen      | unbekannt     |
| 1901          | Lindich u. Hauserhof | 300           |
| 1. Aug. 1971  | Stetten              | 630           |
| 1. April 1972 | Bechtoldsweiler      | 278           |
| 1. April 1972 | Beuren               | 356           |

| Jahr          | Orte      | Zuwachs in ha |
| ------------- | --------- | ------------- |
| 1. April 1972 | Boll      | 1256          |
| 1. April 1972 | Schlatt   | 678           |
| 1. April 1972 | Sickingen | 215           |
| 1. April 1972 | Stein     | 386           |
| 1. April 1972 | Weilheim  | 694           |

### Bevölkerungsentwicklung
| Jahr   | Einwohner |
| ------ | --------- |
| 1434   | 00.300    |
| 1487   | 00.500    |
| 1544   | 00.844    |
| 1614   | 01.400    |
| 1640   | 00.420    |
| 1806   | 03.708    |
| 1845   | 03.300    |
| 1871 1 | 06.390    |
| 1880 1 | 07.429    |
| 1890 1 | 07.377    |
| 1900 1 | 07.643    |
| 1925 1 | 09.184    |
| 1933 1 | 09.447    |
| 1939 1 | 09.513    |
| 1950 1 | 11.585    |
| 1956 1 | 13.989    |

| Jahr   | Einwohner |
| ------ | --------- |
| 1961 1 | 14.069    |
| 1962   | 14.328    |
| 1963   | 14.505    |
| 1964   | 14.778    |
| 1965   | 15.217    |
| 1966   | 15.308    |
| 1967   | 15.477    |
| 1968   | 15.707    |
| 1969   | 16.166    |
| 1970 1 | 15.707    |
| 1971   | 15.989    |
| 1972   | 16.239    |
| 1973   | 16.280    |
| 1974   | 16.064    |
| 1975   | 15.926    |
| 1980   | 15.955    |

| Jahr | Einwohner |
| ---- | --------- |
| 1985 | 15.931    |
| 1990 | 16.870    |
| 1991 | 17.573    |
| 1992 | 18.008    |
| 1993 | 18.504    |
| 1994 | 18.786    |
| 1995 | 18.880    |
| 2000 | 19.456    |
| 2005 | 19.418    |
| 2010 | 19.089    |
| 2015 | 19.779    |
| 2020 | 19.125    |

Anm.: Einwohnerzahlen sind amtliche Fortschreibungen des Statistischen Landesamts Baden-Württemberg (nur Hauptwohnsitze).

## Religion
Von den Bewohnern Hechingens sind rund 10.000 (52 %) römisch-katholisch, 4.850 (25 %) evangelisch und 4.450 (23 %) gehören anderen Religionen an oder sind konfessionslos. 1952 waren etwa 8.300 (69,5 %) katholisch, 3.250 (27,3 %) evangelisch und 390 (3,3 %) gehörten zu den Sonstigen. Von der ehemals großen jüdischen Gemeinde lebten zu diesem Zeitpunkt noch fünf Personen in der Stadt.

### Römisch-katholische Kirche

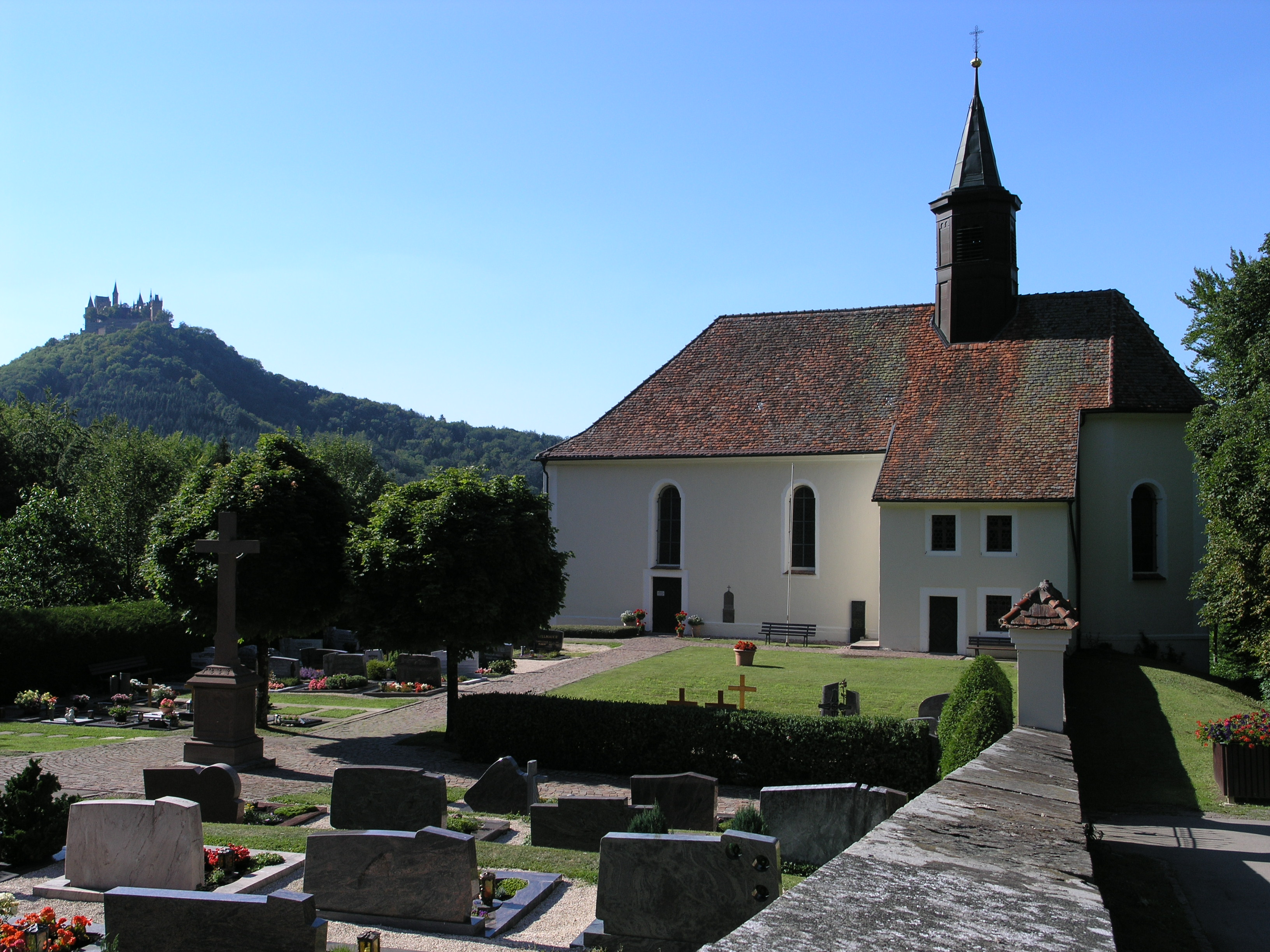
Wallfahrtskirche Maria Zell beim Stadtteil Boll

Das Gebiet der heutigen Stadt Hechingen gehörte anfangs zum Bistum Konstanz und war dem Archidiakonat Rauhe Alb unterstellt. Die Grafen von Zollern waren immer katholisch und die Stadt blieb auch zur Zeit der Reformation mitsamt den Landesherren katholisch. Die im frühen Mittelalter erbaute Niederhechinger Martinskirche, die den Dreißigjährigen Krieg unbeschadet überstanden hatte und erst Anfang des 19. Jahrhunderts abgerissen wurde, war vermutlich das erste Gotteshaus der Stadt. Im 14. Jahrhundert wurden erstmals die Klosterkirche St. Luzen und die Marienkirche erwähnt. Anstelle der hierfür abgebrochenen Marienkirche wurde 1780 bis 1783 die Stiftskirche erbaut. Weitere katholische Kirchen im Stadtgebiet sind die klassizistische Filialkirche St. Wendelin von 1812 in Bechtoldsweiler, die spätklassizistische Beurener Kirche von 1842, die 1903 im Jugendstil errichtete Pfarrkirche St. Nikolaus in Boll, die Wallfahrtskirche Maria Zell in Boll, die um 1709 als Pfarrkirche errichtete heutige Friedhofskapelle in Schlatt, die neugotische Pfarrkirche St. Dionysius aus Backstein in Schlatt von 1900, die St.-Antonius-Kirche in Sickingen, die 1832 errichtete Pfarrkirche St. Markus in Stein mit einem der Hechinger Stiftskirche nachempfundenen Kirchturm, die 1789 umgebaute Pfarr- und Wehrkirche Weilheims und die Friedhofskapelle Heiligkreuz.

### Protestantische Kirche

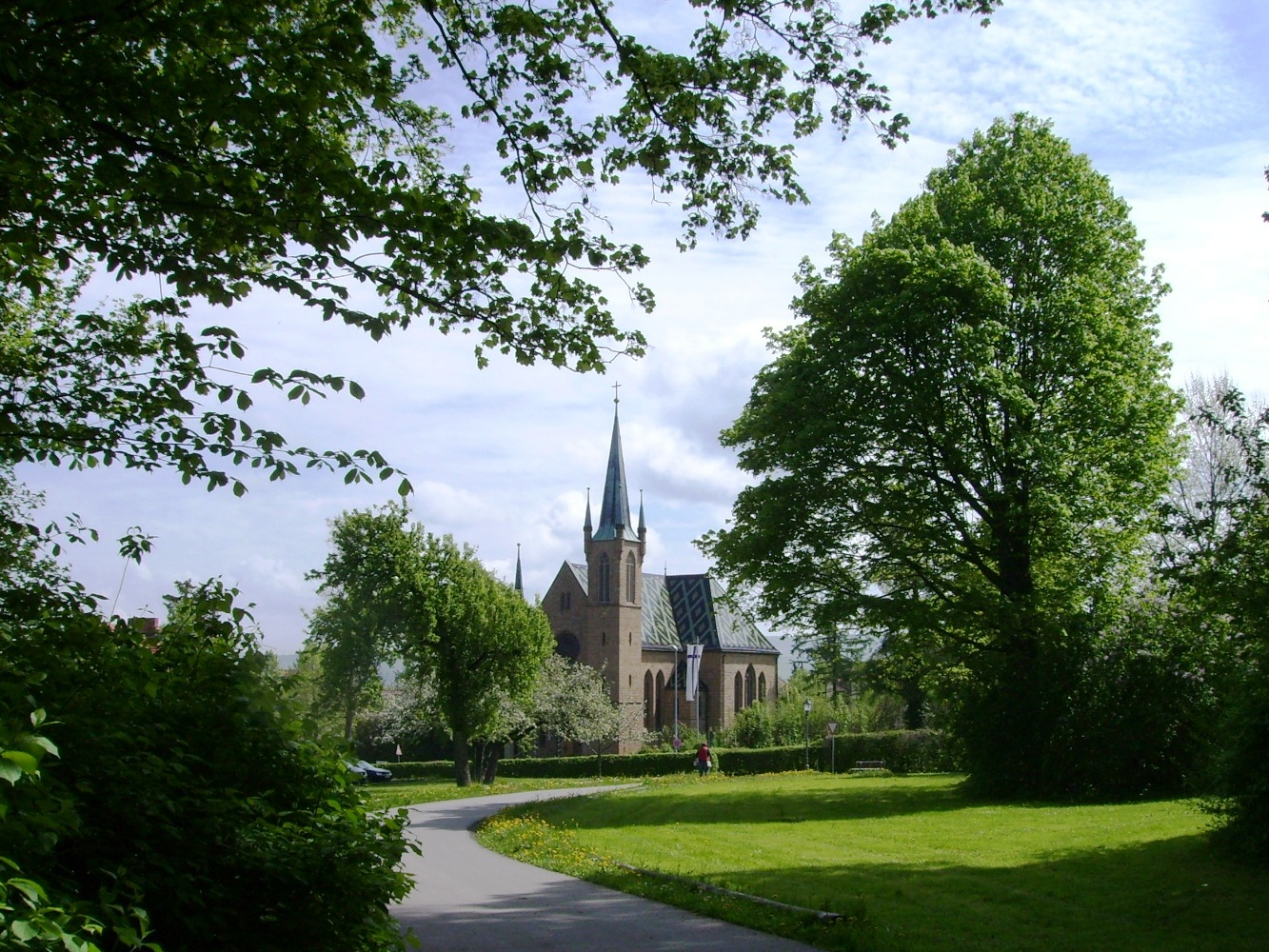
St. Johannes aus dem Fürstengarten gesehen.

Nach dem Anschluss an Preußen zogen preußische Funktionäre und Offiziere und vermehrt andere evangelische Bürger nach Hechingen, sodass 1857 die Pfarrkirche St. Johannes erbaut und 1861 auch eine eigene Kirchengemeinde gegründet wurde. 1906 wurde die Kirche durch einen Querbau erweitert.
Der seit 1931 tätige evangelische Pfarrer Peter Katz hatte Vorfahren jüdischen Glaubens. Nach kirchenpolitisch antisemitisch motivierter Zwangsbeurlaubung und vergeblichen Bemühungen, wieder in die Rechte der Pfarrstelle eingesetzt zu werden, gelang ihm die Flucht nach England.
Die Kirchengemeinde Hechingen gehörte zum Kirchenkreis der Hohenzollerischen Lande innerhalb der Evangelischen Kirche der altpreußischen Union. Erst seit 1951 gehört sie zur württembergischen Landeskirche. Die evangelischen Bewohner der Gemeinden Bisingen, Wessingen, Grosselfingen, Tannheim, Zimmern und Rangendingen waren zwischen 1951 und 1968 der Kirchengemeinde Hechingen zugeordnet. Zwischen 1951 und 1974 waren auch die Orte Starzeln, Killer und Wilflingen der Gemeinde Hechingen zugeordnet, jedoch wurden sie ebenda abgegeben, um im Gegenzug Sickingen und Bechtoldsweiler zu erhalten. Die Kirchengemeinde ist Teil des Kirchenbezirkes Balingen in der Prälatur Reutlingen. Das evangelische Gemeindehaus befindet sich am Schlossberg. Seit 2024 sind neben dem Geschäftsführenden Pfarramt zwei weitere Pfarrstellen mit halbem Dienstumfang eingerichtet. In den evangelischen Gemeinden in Hohenzollern hat die altpreußische Gottesdienstform auf Wunsch der Gemeinden auch weiterhin Bestand.

### Neuapostolische Kirche
Die Neuapostolische Kirchengemeinde Hechingen wurde 1922 gegründet. Die Gemeinde gehört zum Kirchenbezirk Albstadt im Apostelbereich Tübingen des Gebiets Süddeutschland. Die heutige Kirche auf dem Schlossberg wurde 1960 geweiht und 1975 umgebaut. Neben den Stadtteilen Hechingens gehören auch Bisingen (mitsamt Ortsteilen), Grosselfingen, Rangendingen (mit Höfendorf) zur Kirchengemeinde Hechingen.

### Zeugen Jehovas
Auf dem Gelände der früheren Stadtwerke, in der Bahnhofsstraße, befinden sich heute ein großes Geschäftshaus und ein angebautes Wohnhaus, in dem die Zeugen Jehovas einen Königreichssaal eingerichtet haben.

### Islam
In der Wirtschaftswunderzeit erreichten vor allem türkische muslimische Gastarbeiter auch Hechingen, die zunehmend gegen Ende der 1960er-Jahre ein eigenes Gotteshaus benötigten. Der Türkisch-Islamische Verein mietete Räumlichkeiten der früheren Bürgerschule in der Altstadt an, wodurch die erste Moschee in der Region Neckar-Alb gegründet war. Ende April 2012 wurde die Süleymaniye-Moschee im Prinzling eingeweiht. Sie hat eine außen mit Kupfer verkleidete Kuppel und ein Minarett, Träger ist die Türkisch-Islamische Union der Anstalt für Religion (DİTİB).

### Judentum
siehe Absatz → Jüdisches Hechingen

## Politik

### Gemeinderat
In Hechingen wird der Gemeinderat nach dem Verfahren der unechten Teilortswahl gewählt. Dabei kann sich die Zahl der Gemeinderäte durch Überhangmandate verändern. 2024 hat der Gemeinderat in Hechingen 37 Mitglieder, 2019 waren es 33. Er besteht aus den gewählten ehrenamtlichen Gemeinderäten und dem Bürgermeister als Vorsitzendem. Der Bürgermeister ist im Gemeinderat stimmberechtigt.
Die Kommunalwahl am 9. Juni 2024 führte zu folgendem vorläufigen Endergebnis.
| Parteien und Wählergemeinschaften | Parteien und Wählergemeinschaften           | % 2024  | Sitze 2024 | % 2019 | Sitze 2019 | Kommunalwahl 2024 %3020100 25,54 %26,21 %13,55 %12,85 %17,14 %4,71 % FWCDUSPDBunteAfDFDPGewinne und Verlusteim Vergleich zu 2019 %p 12 10 8 6 4 2 0 −2 −4 −6−5,36 %p−5,49 %p−0,75 %p−0,65 %p+11,44 %p+0,81 %pFWCDUSPDBunteAfDFDP |
| FWV                               | Freie Wählervereinigung Hechingen           | 25,54   | 9          | 30,9   | 10         | Kommunalwahl 2024 %3020100 25,54 %26,21 %13,55 %12,85 %17,14 %4,71 % FWCDUSPDBunteAfDFDPGewinne und Verlusteim Vergleich zu 2019 %p 12 10 8 6 4 2 0 −2 −4 −6−5,36 %p−5,49 %p−0,75 %p−0,65 %p+11,44 %p+0,81 %pFWCDUSPDBunteAfDFDP |
| CDU                               | Christlich Demokratische Union Deutschlands | 26,21   | 10         | 31,7   | 11         | Kommunalwahl 2024 %3020100 25,54 %26,21 %13,55 %12,85 %17,14 %4,71 % FWCDUSPDBunteAfDFDPGewinne und Verlusteim Vergleich zu 2019 %p 12 10 8 6 4 2 0 −2 −4 −6−5,36 %p−5,49 %p−0,75 %p−0,65 %p+11,44 %p+0,81 %pFWCDUSPDBunteAfDFDP |
| SPD                               | Sozialdemokratische Partei Deutschlands     | 13,55   | 5          | 14,3   | 5          | Kommunalwahl 2024 %3020100 25,54 %26,21 %13,55 %12,85 %17,14 %4,71 % FWCDUSPDBunteAfDFDPGewinne und Verlusteim Vergleich zu 2019 %p 12 10 8 6 4 2 0 −2 −4 −6−5,36 %p−5,49 %p−0,75 %p−0,65 %p+11,44 %p+0,81 %pFWCDUSPDBunteAfDFDP |
| AfD                               | Alternative für Deutschland                 | 17,14   | 6          | 5,7    | 2          | Kommunalwahl 2024 %3020100 25,54 %26,21 %13,55 %12,85 %17,14 %4,71 % FWCDUSPDBunteAfDFDPGewinne und Verlusteim Vergleich zu 2019 %p 12 10 8 6 4 2 0 −2 −4 −6−5,36 %p−5,49 %p−0,75 %p−0,65 %p+11,44 %p+0,81 %pFWCDUSPDBunteAfDFDP |
| HBL                               | Hechinger Bunte Liste                       | 12,85   | 5          | 13,5   | 4          | Kommunalwahl 2024 %3020100 25,54 %26,21 %13,55 %12,85 %17,14 %4,71 % FWCDUSPDBunteAfDFDPGewinne und Verlusteim Vergleich zu 2019 %p 12 10 8 6 4 2 0 −2 −4 −6−5,36 %p−5,49 %p−0,75 %p−0,65 %p+11,44 %p+0,81 %pFWCDUSPDBunteAfDFDP |
| FDP                               | Freie Demokratische Partei                  | 4,71    | 2          | 3,9    | 1          | Kommunalwahl 2024 %3020100 25,54 %26,21 %13,55 %12,85 %17,14 %4,71 % FWCDUSPDBunteAfDFDPGewinne und Verlusteim Vergleich zu 2019 %p 12 10 8 6 4 2 0 −2 −4 −6−5,36 %p−5,49 %p−0,75 %p−0,65 %p+11,44 %p+0,81 %pFWCDUSPDBunteAfDFDP |
| gesamt                            | gesamt                                      | 100,0   | 37         | 100,0  | 33         | Kommunalwahl 2024 %3020100 25,54 %26,21 %13,55 %12,85 %17,14 %4,71 % FWCDUSPDBunteAfDFDPGewinne und Verlusteim Vergleich zu 2019 %p 12 10 8 6 4 2 0 −2 −4 −6−5,36 %p−5,49 %p−0,75 %p−0,65 %p+11,44 %p+0,81 %pFWCDUSPDBunteAfDFDP |
| Wahlbeteiligung                   | Wahlbeteiligung                             | 56,54 % | 56,54 %    | 51,0 % | 51,0 %     | Kommunalwahl 2024 %3020100 25,54 %26,21 %13,55 %12,85 %17,14 %4,71 % FWCDUSPDBunteAfDFDPGewinne und Verlusteim Vergleich zu 2019 %p 12 10 8 6 4 2 0 −2 −4 −6−5,36 %p−5,49 %p−0,75 %p−0,65 %p+11,44 %p+0,81 %pFWCDUSPDBunteAfDFDP |

### Jugendgemeinderat
Der Jugendgemeinderat Hechingen besteht seit 1996. Wahlberechtigt sind alle Jugendlichen und jungen Erwachsenen im Alter zwischen 14 und 20 Jahren. Jeder Wahlberechtigte kann auch zur Wahl aufgestellt werden. Die Amtszeit beträgt zwei Jahre. Der Jugendgemeinderat besteht aus 14 Mitgliedern. Die letzte Wahl erfolgte am 22. November 2008. Der Jugendgemeinderat verfügt über ein Budget von 1500 Euro und kann mit einer Dreiviertelmehrheit Themen für den Gemeinderat vorschlagen.

### Bürgermeister
An der Spitze der Stadt stand seit dem 12. Jahrhundert ein herrschaftlicher Schultheiß als Vorsitzender eines Rates aus zunächst zwölf Richtern. Die Mitgliederzahl änderte sich mehrmals. Im Laufe der Zeit wurden auch die Bezeichnungen Untervogt und Stadtamtmann verwendet. Diesen standen Bürgermeister gegenüber, die entgegen der heutigen Wortbedeutung für die städtische Finanzverwaltung zuständig waren, weswegen auch lange Zeit zwei oder mehr Bürgermeister zeitgleich in der Stadtchronik aufgeführt sind. Die Schultheißen, Obervögte, Stadtamtmänner und Bürgermeister waren von der Gunst des Grafen bzw. Fürsten von Hohenzollern abhängig. In den heutigen Stadtteilen setzte der Landesherr Vögte zur Verwaltung ein. Nach einer neuen Stadtverordnung im Jahre 1835 wurden die Stadtoberhäupter Hechingens frei gewählt. Verbunden mit dem Übergang an Preußen entsprach die Amtsbezeichnung des Stadtoberhaupts der heutigen.
Stadtoberhäupter seit 1798
| - 1798–1822 Friedrich Johann Neyer - 1822–1823 Karl von Paur - 1823–1830 Gustav Freiherr Frank von Fürstenwerth0 - 1830–1831 Johann Nepomuk von Giegling - 1831–1833 Friedrich Milden - 1833–1834 Anton Strässle - 1834–1839 Anton Speidel - 1839–1846 Joseph Stehle - 1846–1848 Xaver Dieringer - 1848–1859 Gustav Ruff, Stadtschultheiß | - 1859–1891 Carl Baur, Stadtschultheiß - 1892–1908 Konrad Mayer, Stadtschultheiß (ab 1901 Bürgermeister) - 1908–1926 Anton Häussler - 1929–1945 Paul Bindereif - 1946–1948 August Pretzl - 1948–1967 Paul Bindereif - 1967–1995 Norbert Roth (CDU) - 1995–2011 Jürgen Weber (FWV) - 2011–2018 Dorothea Bachmann (parteilos) - seit 1. Juni 2018 Philipp Hahn (CDU) |

### Verwaltungsgemeinschaft
Mit den Nachbargemeinden Jungingen und Rangendingen hat die Stadt die Verwaltungsgemeinschaft Hechingen vereinbart.

### Raumplanung
Der Mittelbereich Hechingen als Teil der Raumordnungs- und Planungsregion Neckar-Alb umfasst neben der Stadt Hechingen die Städte und Gemeinden Haigerloch, Burladingen, Bisingen, Rangendingen, Grosselfingen und Jungingen. Für die Gemeinden Bisingen und Grosselfingen erfüllt die Stadt außerdem Funktionen auf der Stufe eines Unterzentrums. Der Landesentwicklungsplan 2002 wies die Aufgabe der zukünftigen Zuordnung des ländlichen Verdichtungsraumes Albstadt/Balingen/Hechingen zur Metropolregion Stuttgart zu.
Von der Gesamtgemarkungsfläche der Stadt Hechingen von 6644 Hektar sind 1149 Hektar (17,3 %) als Siedlungs- beziehungsweise Verkehrsfläche genutzt, 2788 Hektar (42,0 %) als Landwirtschaftsfläche, 2607 Hektar (39,3 %) sind Waldflächen und 35 Hektar (0,5 %) Wasserflächen. Anderweitig genutzt sind 65 Hektar (1,0 %).

### Wappen
Das Wappen der Stadt Hechingen zeigt ein geviertes Schild, in Silber und Schwarz, den Farben der Hohenzollern. Die Farben der Stadtflagge sind Schwarz und Weiß. Das älteste Siegel der Stadt stammt aus dem Jahr 1318. Veränderungen der Form und Farbe sind, wenn auch nur minimale, seit 1318 mehrere belegt.

### Städtepartnerschaften
| Stadtteil | Partnerstadt        | Land       | seit |
| --------- | ------------------- | ---------- | ---- |
| Stetten   | Fehraltorf          | Schweiz    | 1969 |
| Kernstadt | Joué-lès-Tours      | Frankreich | 1973 |
| Weilheim  | Graun               | Italien    | 1988 |
| Kernstadt | Limbach-Oberfrohna  | Sachsen    | 1990 |
| Kernstadt | Hódmezővásárhely    | Ungarn     | 1994 |
| Stetten   | Stetten (Haut-Rhin) | Frankreich | 1982 |
| Stetten   | Stetten SH          | Schweiz    |      |
| Stetten   | Stetten AG          | Schweiz    |      |
| Stetten   | Dölsach             | Österreich |      |
| Stetten   | Stetten/Korneuburg  | Österreich |      |

Nach Ende des Zweiten Weltkriegs wurde Hechingen Patenstadt und Sitz der Heimatkreisvereingung Oels, die sich für die Bewahrung und Pflege des kulturellen Erbes des Kreises Oels einsetzt.

## Kultur und Sehenswürdigkeiten
Hechingen, in einer offiziellen touristischen Eigenbezeichnung „die Zollernstadt“, liegt an der Hohenzollernstraße und an der Römerstraße Neckar–Alb–Aare.

### Theater
In der Stadthalle Hechingen finden regelmäßig kulturelle Veranstaltungen wie Theatergastspiele mit Musical- und Operettenaufführungen statt.

### Museen
- Oldtimermuseum Zollernalb
- Deutsches Kalendermuseum
- Römisches Freilichtmuseum Hechingen-Stein (Villa rustica, mit Rekonstruktionen)
- Hohenzollerisches Landesmuseum im „Alten Schloss“
- Heimatmuseum Stetten

### Kinos
- Burgtheater mit vier Sälen
- Schwanen-Kino-Center mit vier Sälen

### Musik
Regelmäßig finden in Domäne und Fürstengarten Konzerte kleinerer Gruppen statt. Inklusive Stadtkapelle und Gospelchor existieren über 30 Musikvereine bzw. Chöre und Orchester in Hechingen. Die Vereine geben über das ganze Jahr verteilt Konzerte.

### Bauwerke

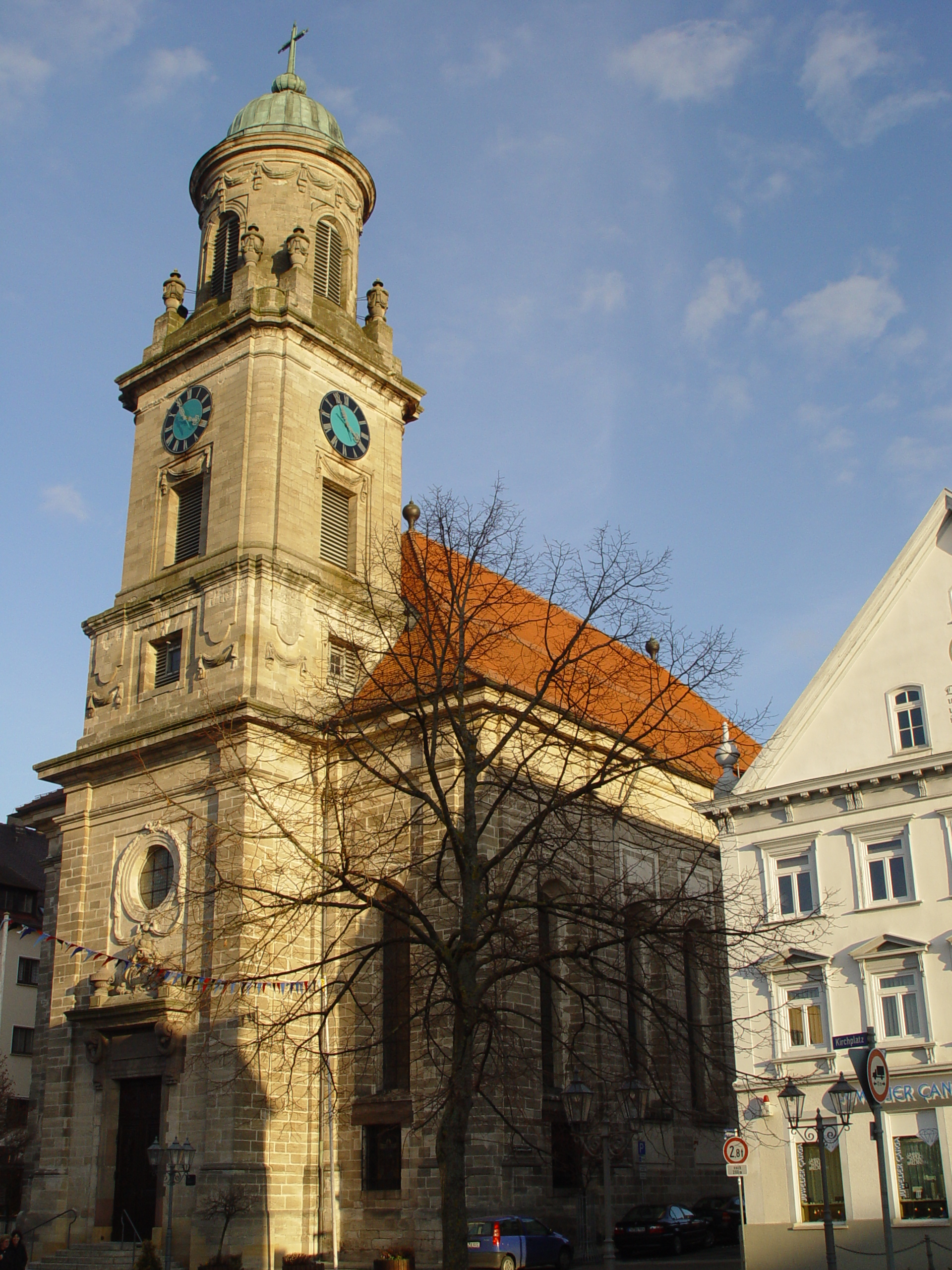
Stiftskirche St. Jakobus von d’Ixnard, laut Goethe eine „sehr schöne Kirche“

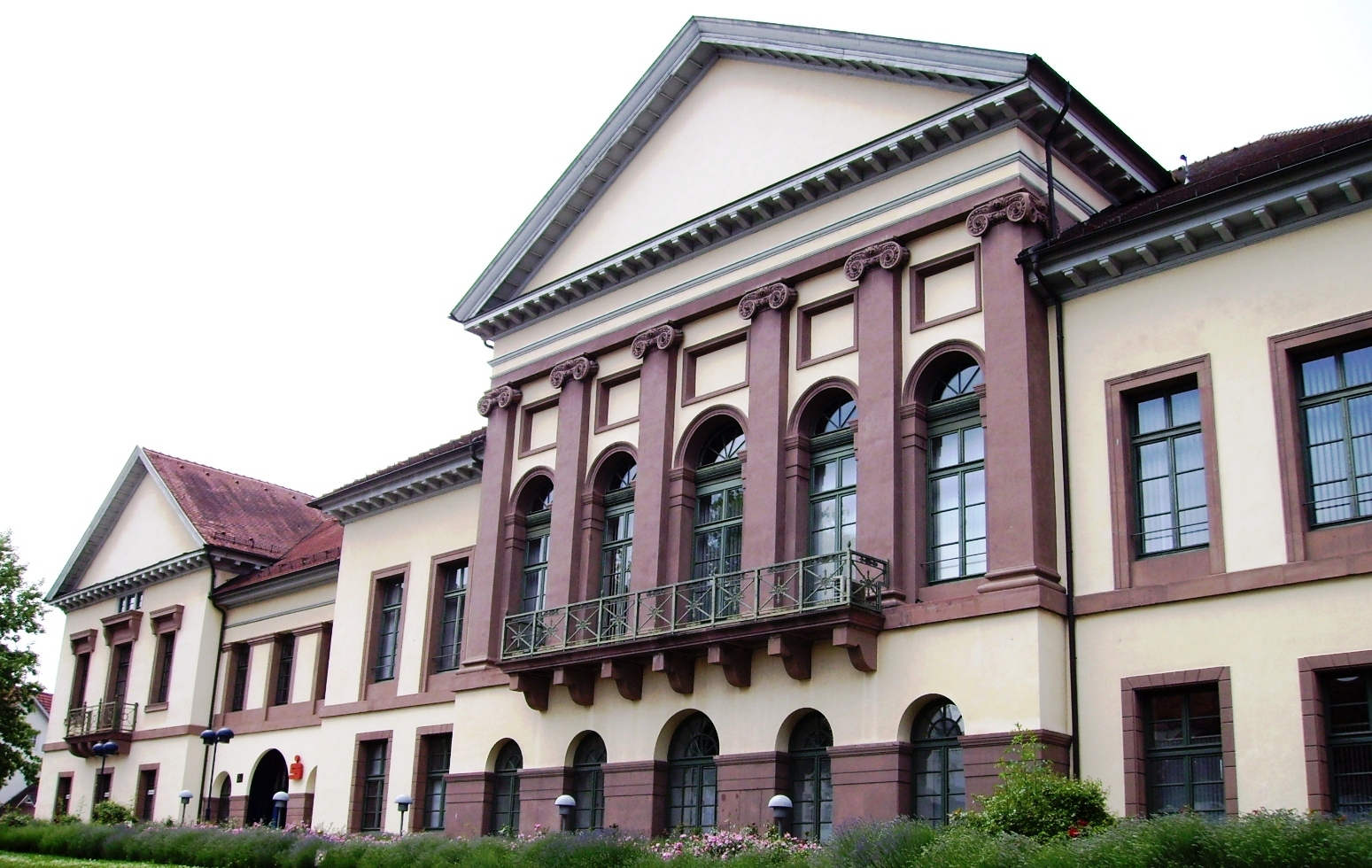
Neues Schloss, erbaut unter Fürst Friedrich Hermann Otto

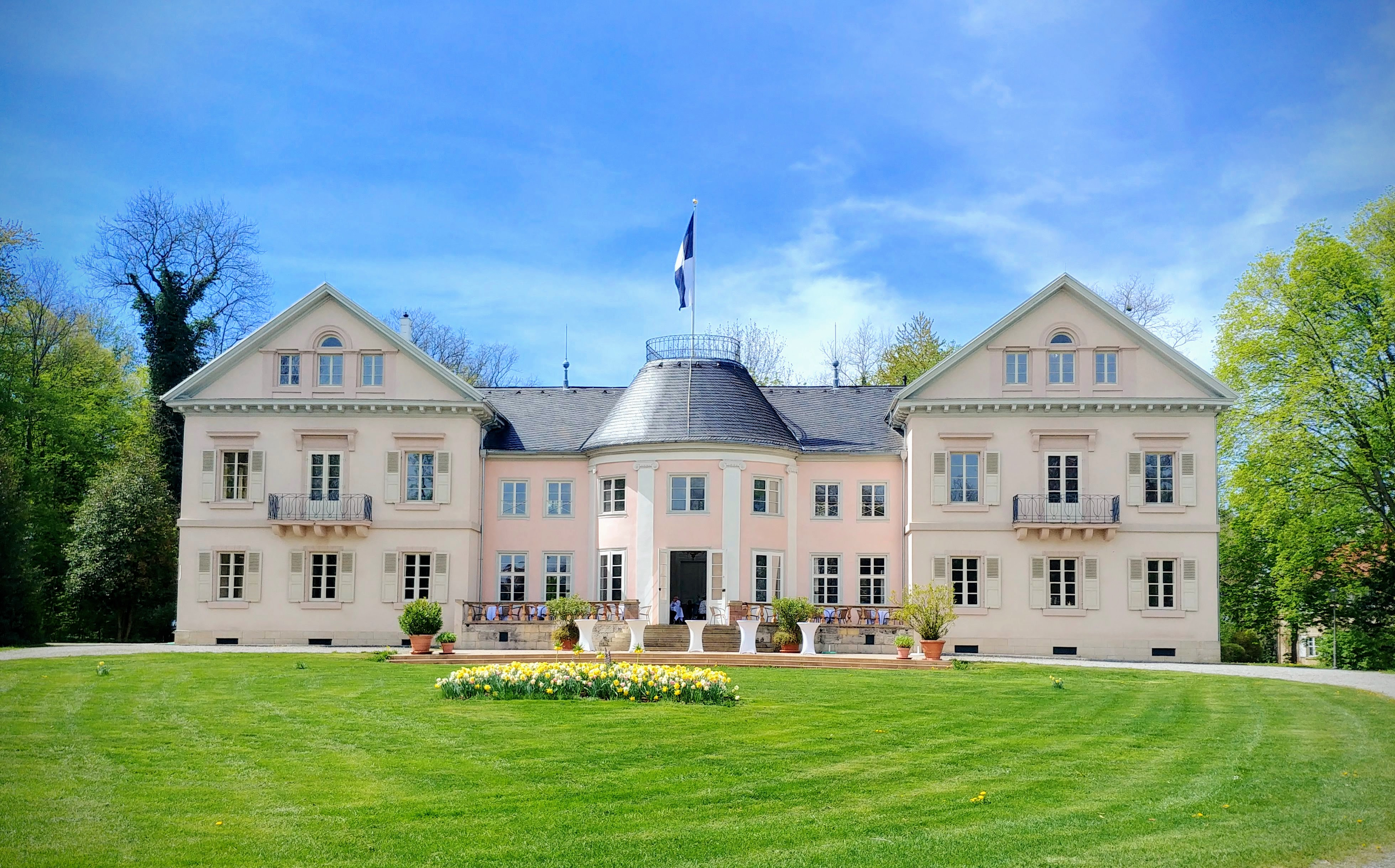
Villa Eugenia

- Burg Hohenzollern, neugotisches Bauwerk des preußischen Stararchitekten Friedrich August Stüler, errichtet 1850 bis 1867, liegt in der Nachbargemeinde Bisingen.
- Stiftskirche St. Jakobus, Mittelpunkt der Stadt, 1780 bis 1783 im Louis-seize- oder Zopfstil von Pierre Michel d’Ixnard unter Fürst Josef Wilhelm errichtet.
- Neues Rathaus, 1957/58 unter der Leitung von Paul Schmitthenner gebaut. Es bestanden zwei Vorgängerbauten an dieser Stelle. Das ehemals gotische Rathaus von 1510 wurde 1886 im Stil der Neorenaissance umgebaut.
- Neues Schloss, Bauwerk des Klassizismus von Rudolf Burnitz, einem Schüler Weinbrenners, errichtet 1818 bis 1819.
- Villa Eugenia, 1786 als Lustgartenhaus vor der Stadt im Fürstengarten errichtet und 1833 erweitert, diente als letzte fürstliche Residenz der Linie Hohenzollern-Hechingen. Hier konzertierte unter anderen Franz Liszt.
- Klosterkirche St. Luzen, Bauwerk der Renaissance aus den Jahren 1586 bis 1589.
- Schloss Lindich, fürstliches Jagd- und Lustschloss aus dem Jahr 1738.
- Pfarrkirche St. Johannes, neugotisch von Friedrich August Stüler erbaut 1856 bis 1857 auf Anordnung von König Friedrich Wilhelm IV.
- Spital und Spitalkirche Hl. Geist (Spittelkirche), erbaut ab 1602[41]
- Synagoge in der Altstadt, erbaut 1767 mit nachträglich angebrachter klassizistischer Fassade, 1986 renoviert, dient heute als Kulturhaus.
- Fürstin-Eugenie-Kindergarten, 1839 als Kinderbewahranstalt erbaut, Klassizismus und frühe Elemente der Neorenaissance mischen sich, heute Amtsgericht.
- Landgericht, erbaut 1873 bis 1875 im Stil der Neorenaissance von dem Architekten Laur.
- Villa Silberburg, ursprünglich Gaststätte Zur Silberburg, zum spätklassizistischen fürstlichen Sommer- und Gästehaus 1844 umgebaut.
- „Weißes Häusle“, ehemaliges Billardhäuschen, im Fürstengarten, wird vom Kunstverein Hechingen e. V. für Ausstellungen, Konzerte und Zusammenkünfte benutzt. Ein Gedenkstein vor dessen Eingang erinnert an Friedrich Wilhelm von Steuben.
- Unterer Turm, 1580 von Graf Eitel Friedrich I. erbaut, ist das einzig erhaltene Stadttor.
- Dorfkirche Beuren, 1842 im spätklassizistischen Stil errichtet, mit qualitätvollen gotischen Plastiken Johannes der Täufer und Anna selbdritt.
- Klosterkirche Stetten, erbaut ab etwa 1280, Erbgrablege der Grafen von Zollern.
- Wallfahrtskapelle Maria Zell im Teilort Boll.
- Heiligkreuzkapelle, gestiftet 1403, heute Kapelle des städtischen Friedhofs.
- Hofkonditorei Café Röcker, historische Konditorei und Kaffeehaus.

### Gedenkstätten
- Seit 1955 erinnert eine Gedenktafel an der Friedhofshalle des Jüdischen Friedhofs an 18 namentlich genannte jüdische Bürger, die während der NS-Diktatur der Shoa zum Opfer fielen.[42]
- Obelisk für das ehemalige Jagdschloss Friedrichstal
- Im Jahr 2001 wurde der Gedenkort Synagogenstraße eingeweiht.[43]

### Parks
- Der Fürstengarten südlich der Altstadt ist die letzte vollständig erhaltene fürstliche Parkanlage. Er wurde von Fürst Josef Friedrich Wilhelm zusammen mit dem Lustgartenhaus 1786/87 als englischer Landschaftsarten angelegt.
- Zwischen Zollern- und Heiligkreuzstraße, im ehemaligen Rentenpark, bauten die preußischen Beamten und Offiziere ihre Wohnhäuser. Später wurden dort auch einige Regierungs- und Verwaltungsgebäude errichtet. Für dieses Gebiet war damals wegen der vielen Frack- und Zylinderträger die Bezeichnung Zylinderviertel üblich.
- Stadtgarten: Der 2003 angelegte kleine Park bildet eine Verbindung zwischen Fürstengarten und Altstadt. Im Stadtgarten befinden sich eine Kneipp-Anlage und eine Begegnungsstätte für Senioren.
- Frauengarten: Große Teile des Frauengartens sind heute Bestandteile des Fürstengartens. Seinen Namen verdankt der Frauengarten dem in der Nachkriegszeit abgebrochenen Haimbschen Haus, das ursprünglich vom Fürstenpaar für eine Kammerfrau Eugénies errichtet wurde. Der Garten dieses Hauses erstreckte sich bis zum Ende der heutigen Frauengartenstraße und zum Fürstengarten.
- Der Obertorplatz: ist ein Ortszentrum. Großzügig und modern gestaltet, bietet er u. a. Grünflächen, Sitzmöglichkeiten, Wasserlauf, Fontänen-Feld und Bewegungs-Parcours.

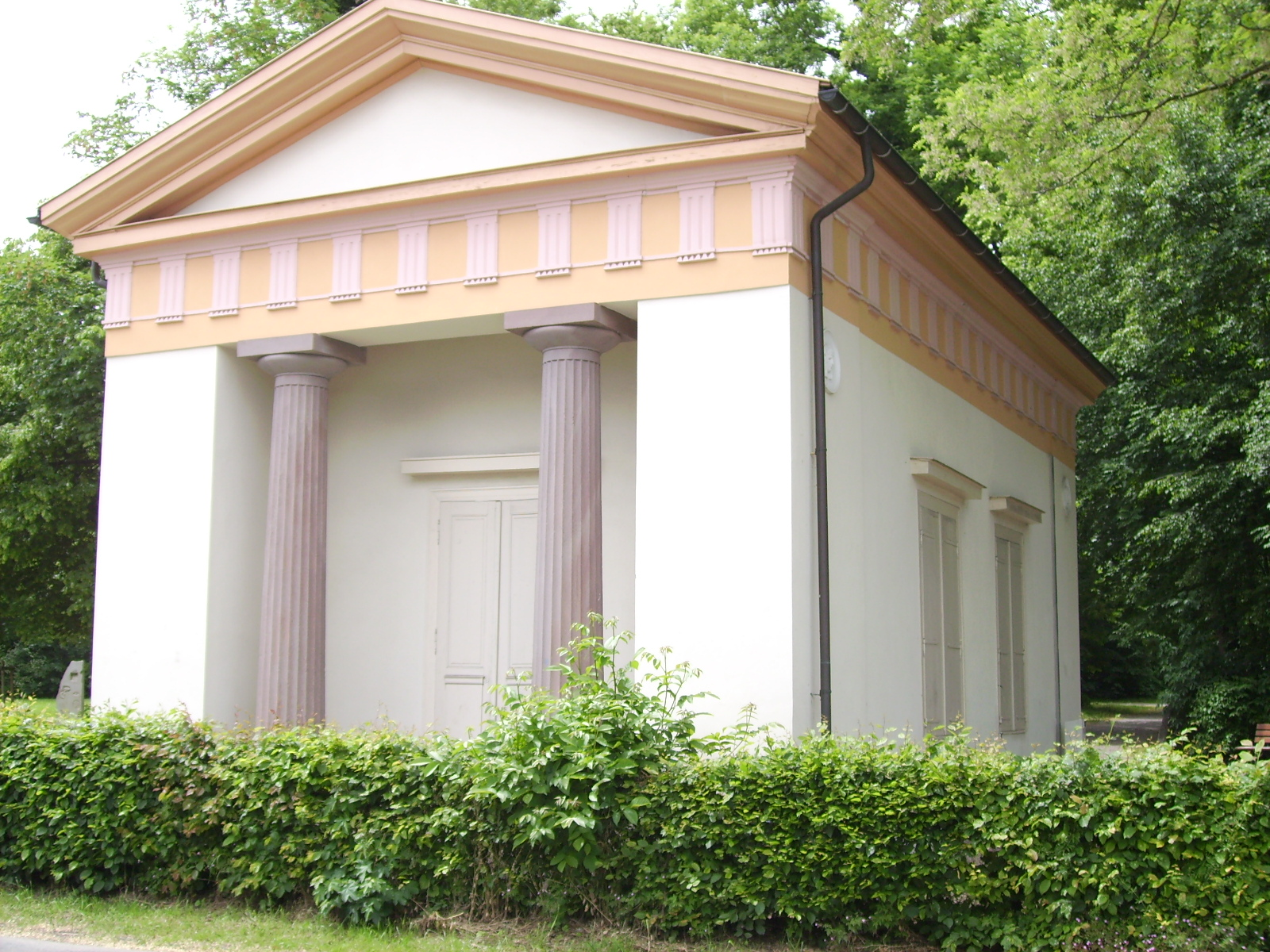
Billardhäuschen
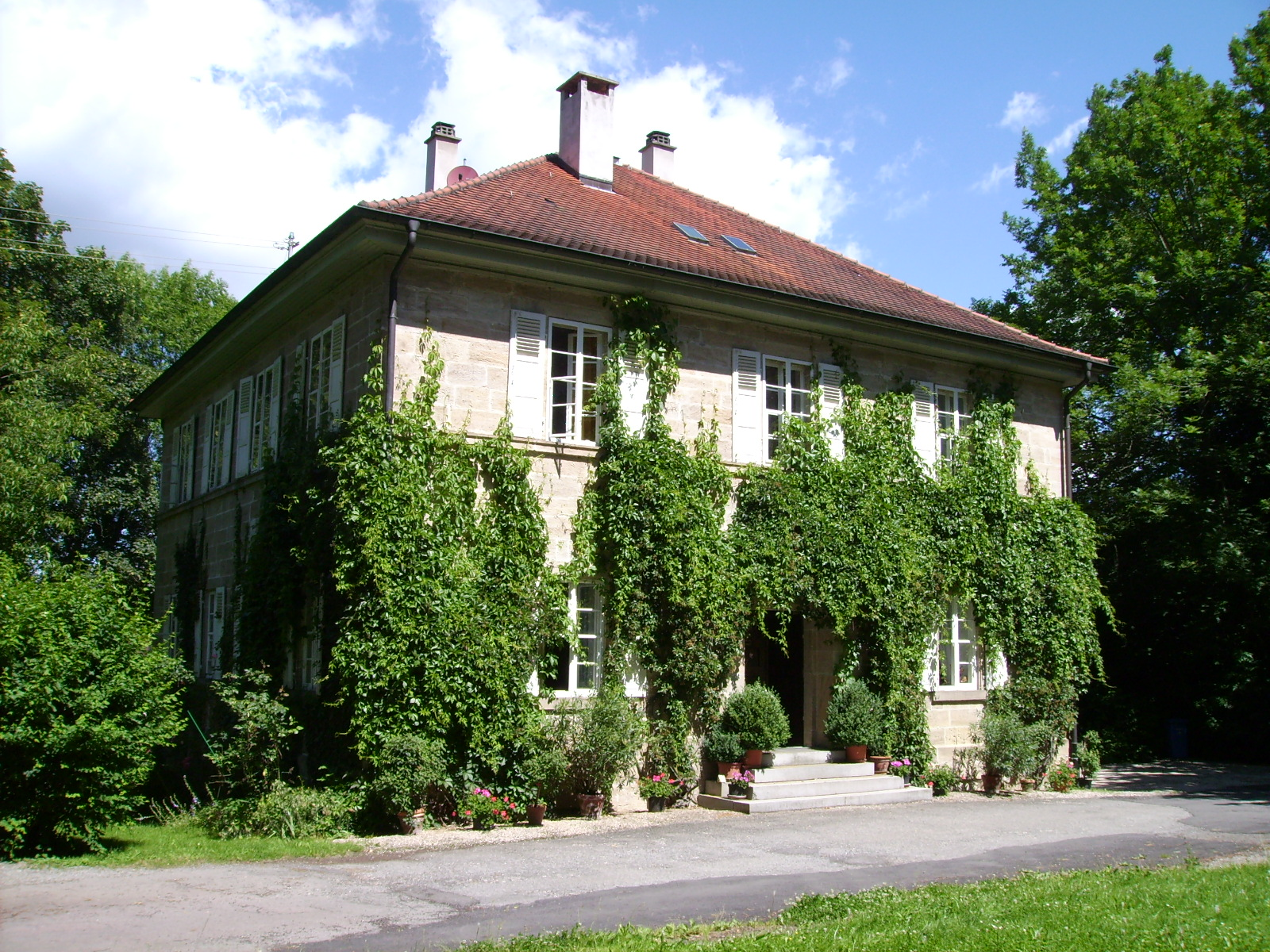
Fürstliche Oberförsterei
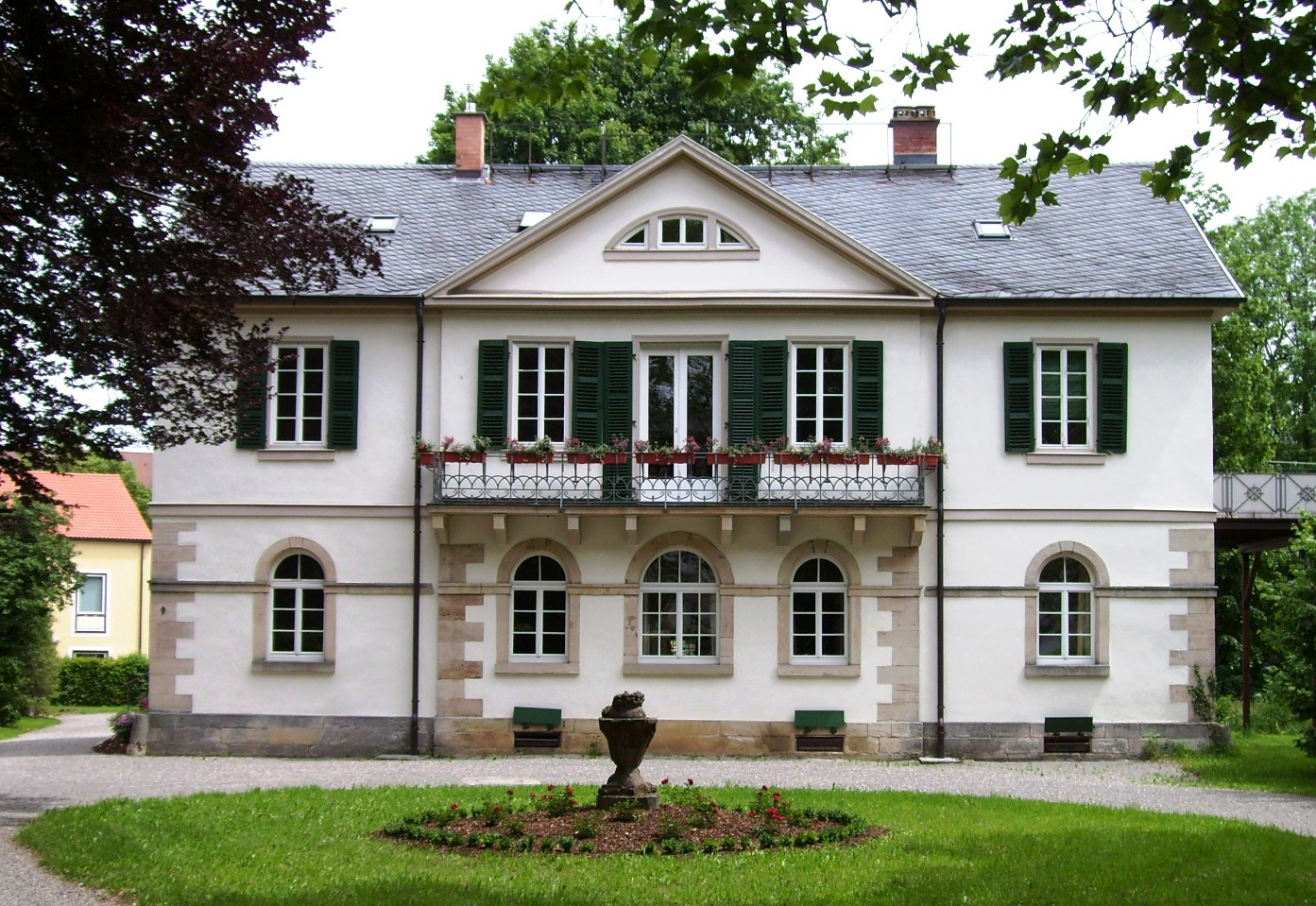
Villa Billing
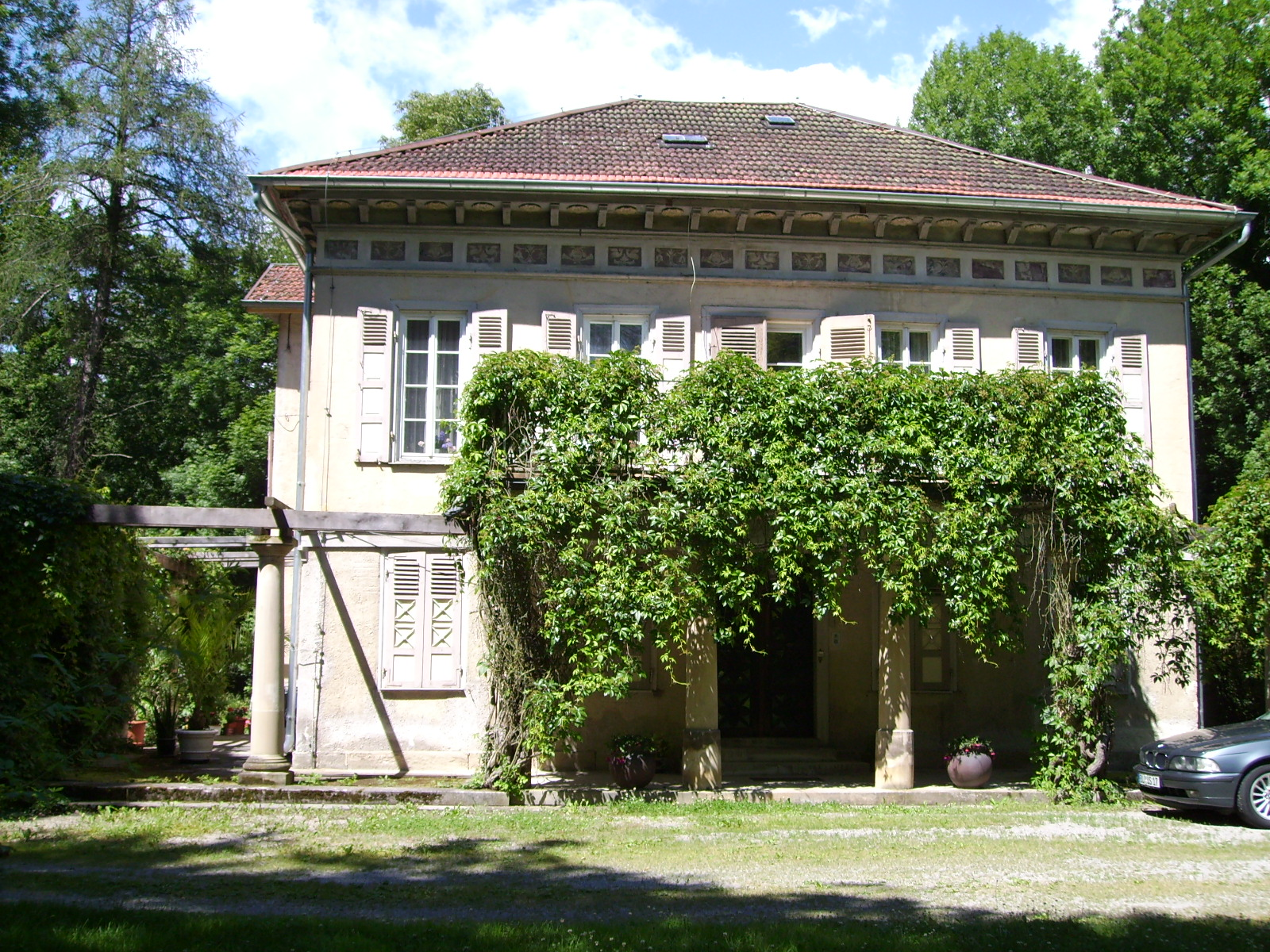
Villa Silberburg

### Naturdenkmäler
- Hangender Stein[44]

### Naherholungsziele
- Dreifürstenstein: 860 m ü. NHN hoher Berggipfel, nördlich von Beuren. Von dort oben ergeben sich Fernblicke bis zu den Gipfeln des Schwarzwalds. Am Dreifürstenstein kamen die Grenzen dreier Fürstentümer zusammen.
- Raichberg: 957 m ü. NHN, südsüdöstlich von Boll auf der Gemarkung von Albstadt. Auf dem Gipfel des Berges befinden sich ein Fernsehturm, ein Aussichtsturm sowie zwei Gaststätten.
- Zeller Horn: 913 m ü. NHN, südlich von Boll.
- Zoller: 858 m ü. NHN, Hausberg Hechingens, südwestlich von Boll. Rund die Hälfte des Berges und der Gipfel liegen auf der Gemarkung von Bisingen.

### Sport
Der Golfclub Hechingen, der FC Hechingen und der TSV Boll sowie der TC Hechingen (Veranstalter der Hechinger Ladies Open, einem Turnier der German Masters Series) sind die bekanntesten der mehr als 50 Sportvereine der Gesamtstadt.
Die Kinder-Karate-Schule des Karate-Teams Hechingen ist seit Jahren die größte und bekannteste Karate-Schule der Region. Sie ist im Karate Kollegium organisiert.
Links der Starzel im Weiher befindet sich ein großes Sportgelände (Weiherstadion). Weitere Fußballplätze befinden sich am südlichen Stadtausgang der Zollernstraße und in sämtlichen Stadtteilen. In der näheren Umgebung des Weiherstadions existieren ein Hallenbad mit kombiniertem Freibad, ein Skatepark, die Tennisplätze und die Tennishalle des TC Hechingen, eine Minigolfanlage im Rapphof und Schießsportanlagen. Die Stadtteile Boll, Stetten und Stein verfügen über weitere Tennisplätze. In der Nähe des Lindich befindet sich das Gelände des Reitvereins Hechingen. Nördlich des Fasanengartens kann Golf auf einem 18-Loch-Platz gespielt werden. Im Norden der Stadt befindet sich ein Modellflugzeugplatz.
Im Schulviertel gibt es zwei Schulsporthallen, drei Sportplätze, die Kreissporthalle Zollernalb und ein Lehrschwimmbecken. Beim Gymnasium auf der Lichtenau befindet sich eine Schulsporthalle mit angeschlossenem Lehrschwimmbecken und einem großen Sportgelände. In den Jahren 2009–2011 entstand eine neue Dreifeld-Sporthalle für das Gymnasium. Weitere Sporthallen befinden sich in den Stadtteilen, mit Ausnahme von Bechtoldsweiler und Beuren.

### Brauchtum
- Neujahrs-Bürgertreff in der Stadthalle Hechingen (Januar)
- Fasnachtsfeiern in der Gesamtstadt (Januar/Februar)
- „Hamburger Fischmarkt“ auf dem Obertorplatz (März)
- Starkbierfest im Hofgut Domäne (März)
- Kneipennacht in der Altstadt (April)
- Georgimarkt in der Unterstadt (April)
- Walpurgisnacht und Maibaumstellen (April/Mai)
- Stadtfest Hechingen aktiv (Juni)
- Jakobimarkt im Bereich Johannesbrücke/Herrenackerstraße (Juli)
- Irma-West-Kinder- und Heimatfest (2. Wochen vor Sommerferien)
- Use your summer im Fürstengarten (Anfang Sommerferien)
- 7 Tage Open-Air-Kino im Hallen-Freibad (Anfang Sommerferien)
- Einwöchige Ferienspiele „Ratzgiwatz“ in der Altstadt (August)
- Ladies Open (seit 1997 im August)
- Fürstengartenlauf (August)
- Hohenzollernpokal (August)
- Römerfest im Freilichtmuseum (September)
- Michaelimarkt in der Unterstadt (September)
- Kneipennacht in der Kernstadt (Oktober)
- Internationaler Burglauf (Oktober)
- Hechingen im Lichterglanz (November)
- Sternlesmarkt in der Altstadt (Adventszeit)
- Weihnachtsmarkt in der Unterstadt (Dezember)

Hechingen ist mehrmals im Jahr Schauplatz von Oldtimertreffen. Das Hohenzollerische Landesmuseum bietet ganzjährig verschiedene Sonderausstellungen.
Die Zollern-Loge des Deutschen Druiden-Ordens (DDO), der zur IGLD gehört, befindet sich in Hechingen. Hier wurde auch die Eugenien-Loge, die erste Frauenloge des DDO gegründet.

#### Irma-West-Kinder- und Heimatfest
Jährlich am zweiten Wochenende vor den Sommerferien findet das Irma-West-Kinder- und Heimatfest statt. Schon Fürstin Eugenie richtete Feste für Schüler und für die Kinder der von ihr gegründeten Kinderbewahranstalt aus. Nach ihrem Tod wurden in der zweiten Hälfte des 19. Jahrhunderts regelmäßig am Sedantag Kinderfeste in der Reitbahn abgehalten. Im Jahr 1900 fand auf der „Lichtenau“ ein Kinderfest zu Ehren des 50-jährigen Jubiläums des Übergangs von Hohenzollern an Preußen statt, 1913 feierte man im „Fürstengarten“ ein Kinderfest zu Ehren der 25-jährigen Regierungszeit des Kaisers. Nach dem Ersten Weltkrieg, während der Weimarer Republik, war die Tradition des Kinderfestes unterbrochen.
Erst 1936 konnte wieder ein Kinderfest in Hechingen stattfinden. Der 1847 in Hechingen als Friedrich Wüst geborene und 1872 nach Amerika ausgewanderte Fred West setzte sich kurz vor seinem Tod mit dem damaligen Hechinger Bürgermeister in Kontakt. Bei seinem Tod 1930 vermachte er der Stadt eine beachtliche Geldsumme. Einen Teil davon, 10.000 Dollar, bestimmte er, um ein jährliches Kinderfest für alle Kinder ungeachtet ihrer Herkunft oder ihres Standes, unter dem Namen Irma-West-Kinderfest, als Erinnerung an seine mit 24 Jahren verstorbene Tochter Irma, abzuhalten. Es dauerte vier Jahre, bis das Geld in Hechingen eintraf. Zwei weitere Jahre wurden für die Planung benötigt.
Die Ausgestaltung des Festes oblag dem damaligen Bürgermeister Paul Bindereif. Es stand nicht die Kinderunterhaltung, wie sie Fred West bestimmte, im Vordergrund, sondern die nationalsozialistische Erziehung und Ideologie. Man hatte zwar Figuren aus der Hechinger Geschichte gewählt, allerdings war die praktische Ausführung mit den nationalsozialistischen Leitgedanken wie dem Führerprinzip offensichtlich. Die Jungen mussten sich einer wehrsportähnlichen Prüfung unterziehen. Die Mädchen fertigten Handarbeiten an und mussten einen Leichtathletik-Wettkampf austragen. Die jüdischen Kinder waren vom Kinderfest ausgeschlossen, womit auch der zweite Stiftungsgedanke ad absurdum geführt wurde.
Während des Krieges fanden keine Kinderfeste statt. Das erste Fest nach dem Krieg fand 1949 auf der Lichtenau statt. 1969 wurde zum ersten Mal der neue Festplatz im Weiher benutzt. Gruppierungen wie der Jugendfanfarenzug, aber auch Vereine aus der Stadt und den Stadtteilen beteiligen sich heute am Umzug und den anderen festlichen Aktivitäten. Es gibt Fahrrad-, Fußball- und Völkerballturniere, einen Rummel und viele weitere Angebote für Kinder und Jugendliche. Höhepunkte sind jedes Jahr die Festhandlung auf dem Rathausvorplatz am Samstagabend und der große historische Festumzug mit mehr als 2000 Teilnehmern in vielen Kostümen. Am Montagabend gibt es ein Feuerwerk.

#### Fasnacht

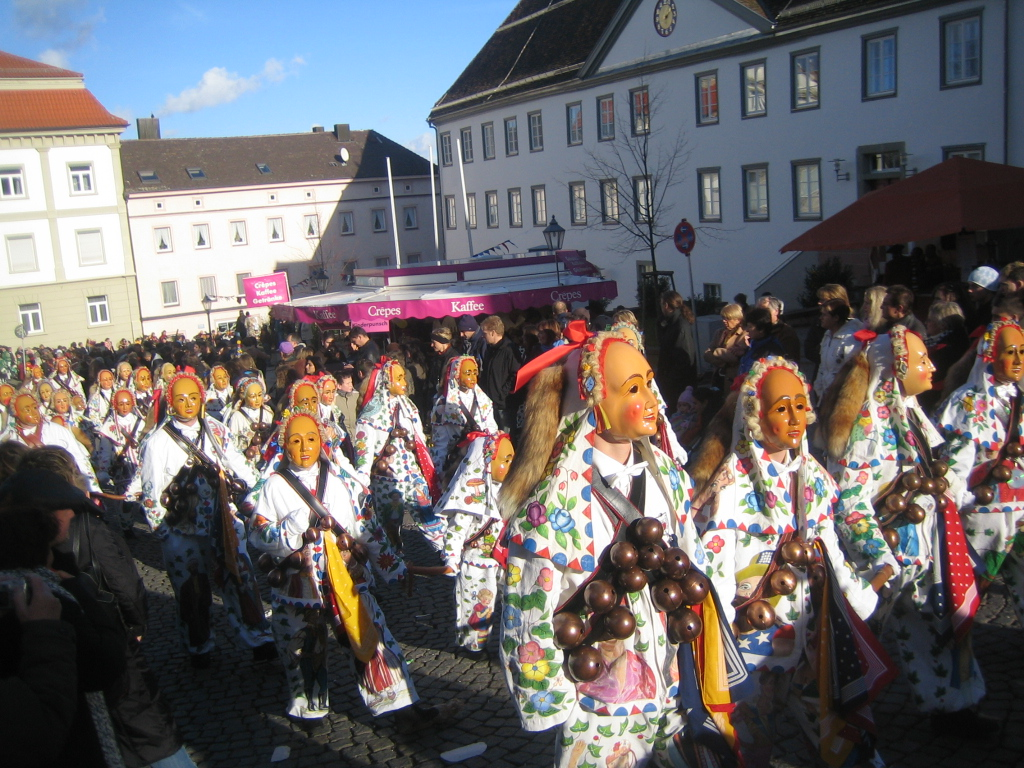
Narrentreffen 2007 in Hechingen

Die Fastnacht hat in Hechingen eine lange Tradition, Funde aus den gräflichen Landesordnungen des 16. Jahrhunderts belegen dies. Sie behandeln die Holung deß Fastnacht und das Tragen von Mummen oder Butzen. Lokale Zeitungen berichteten in den 1830er Jahren über Saalveranstaltungen und Maskenbälle im Stil des rheinischen Karnevals, über einen ersten Umzug im Jahre 1856. Aus einem losen Narren-Komitee gründete sich 1877 die Narrhalla Hechingen, die fortan die Umzüge organisierte.
Die Narhalla Hechingen gab ab 1880 eine eigene Narrenzeitung heraus. Nach dem Ersten Weltkrieg fand der erste Umzug 1925 unter dem Motto Alt-Hechingen statt, weil er, um genehmigt zu werden, als historischer Umzug organisiert werden musste. Die Aufnahme in die Vereinigung Schwäbisch-Alemannischer Narrenzünfte erfolgte im Folgejahr des 50-jährigen Jubiläums, welches das Hechinger Narrenspiel mit sich brachte. Heute ist die Stadt eine regionale Hochburg der Schwäbisch-alemannischen Fastnacht.
Neben der 1877 gegründeten Althistorischen Narrenzunft Narrhalla Hechingen entstanden andere Gruppierungen wie die Zollerhexen, die Hagemannhexen sowie Hudelgaibätscher, Schnorchelhuaschter, Gugguba und die Original Hechinger Lumpenmusik. In den Stadtteilen bestehen ebenfalls Narrenzünfte mit eigenen Kostümen: Ehrenwalddister und Waldschrat in Bechtoldsweiler, Hagaverschrecker in Stetten, Hasawedel in Boll, Hutzlabäuch in Weilheim, Sadbolla in Stein, Uhu in Schlatt und die Sickinger Erdmännle. Die Namen und Kostüme (Häs) sind aus örtlichen Sagen und Geschichten abgeleitet. Viele der Gruppierungen besitzen eigene Sprüche und Rufe. Die Musikvereine der Stadt treten in teils speziell für die Fastnacht entworfenen Kostümen auf, darüber hinaus gibt es mehrere freie Gruppen mit wechselnden Kostümen.
Charakteristische Figuren der Hechinger Fastnacht sind vor allem die Butzen (schwarzes Butzenhäs mit Holz- oder (älter) Stoffmaske und die Einzelfigur Roter Butz), das Pestmännle (Einzelfigur), das von mehreren Butzen an der Kette geführt wird, und der Schalksnarr (traditionelles Mi-parti-Narrenkostüm mit Holzmaske, Glöckchen, Narrenkappe und Marotte).
Höhepunkte sind der Herbstball am Samstag nach dem 11.11., der Rathaussturm bzw. die Altweiberfasnet am Aoseliga Daoschtig (unseliger Donnerstag), der Preisball am Fastnachtssamstag in der Stadthalle, der Lompameedig (Lumpenmontag) und der Fastnachtsdienstag, an dem die Narrhalla Hechingen gemeinsam mit den Zollerhexen den großen Umzug veranstaltet. Am Umzug nehmen jährlich 3000–5000 Hästräger teil.
Der Aoselige ist der Tag der Alten/Frauen. Nach dem Narrenbaumstellen und der Absetzung des Bürgermeisters ziehen sie in den Gassen und Lokalen umher, mit Frauenmasken unkenntlich gemacht, um die Männer anonym zu rügen und zu hänseln. Das Gegenstück bildet der Lumpameedig (Lumpenmontag), an dem die Lumpen musizierend und Späße machend durch die Stadt ziehen. Die Kostüme der Alten und Lumpen sind nicht standardisiert. Die Alte ist eine Frauengestalt im Biedermeier-Kostüm, die Lumpen sind geschminkt und tragen meist abgetragene, geflickte Kleidung (Hose, Hemd, Weste, Jacke, Hut und Rucksack). Ein weiteres Merkmal des Lumpen ist, dass er meist ein kräftiges Vesper (Schwarzwurst) mit sich führt und dies auch gern verteilt. Den Abschluss der Fastnacht bildet das Verbrennen des Pestmännles (Strohfeuer am Schlossplatz), an dem sämtliche Fastnachtsgruppen der Kernstadt teilnehmen.

### Kulinarische Spezialitäten
- Bier: In der Domäne werden Starkbier, Hefeweizen und naturtrübes Kellerpils gebraut. Das Stuttgarter Hofbräu hat seinen Ursprung 1591 im ehemaligen Franziskanerkloster Sankt Luzen in Hechingen.[46]

### Sonstige kulturelle Eigenheiten
Infolge der sogenannten Hechinger Gießkännchen-Prozesse gegen Ende des 19. Jahrhunderts wurden kleine Schmuck-Anhänger in Form einer Gießkanne über die Stadtgrenzen Hechingens hinaus zum Symbol für den Widerstand gegen Obrigkeiten.

## Wirtschaft und Infrastruktur

### Industrie und Gewerbe
Hechingen war lange eine von der Agrarwirtschaft geprägte Stadt. Die Industrialisierung kam erst mit dem Übergang an Preußen in Schwung und der damit resultierenden Wirtschaftsförderung. Diese beinhaltete eine Neuordnung der Verkehrswege, wie zum Beispiel dem Bau der Neustraße oder dem Bau der Eisenbahn, der zum großen Teil dem Wirken des damaligen Landgerichtspräsidenten August Evelt zu verdanken war. Im so genannten Zylinderviertel ehrte ihn die Stadt mit einer nach ihm benannten Straße.
Schwerpunkte im Bereich von Industrie und Gewerbe bilden heute die Medizintechnik, Nahrungsmittelindustrie und das Baugewerbe. In der Nordstadt befinden sich das Gewerbegebiet Etzental/Ettenbach und das Industriegebiet Lotzenäcker. An der Bundesstraßenausfahrt Hechingen-Nord liegt das 14,3 ha umfassende Gewerbegebiet Nasswasen. Diese bilden den Gewerbepark Hechingen-Nord. Die regionalen Schwerpunkte der Medizintechnik sollen zukünftig im Gewerbepark Hechingen-Nord liegen. An der Abfahrt Hechingen-Mitte befindet sich das Gewerbegebiet Walkenmühle, zu dem mehrere Großmärkte, ein Schnellrestaurant und zwei Tankstellen gehören. Am nordwestlichen Stadteingang, der Rottenburger Straße mit der Haigerlocher Straße als Verlängerung, haben sich weitere Großmärkte angesiedelt. Die Stadtwerke Hechingen und ein Großteil der Handwerker haben sich im Gewerbegebiet In den Seelenäckern niedergelassen.
Viele Modehändler haben sich im City-Park angesiedelt. Der weitere Einzelhandel in Hechingen konzentriert sich auf die Altstadt mit der Staig. Seit Mitte der 1990er-Jahre zeichnete sich jedoch auch in Hechingen eine negative Entwicklung ab, die durch die geographische Trennung in Ober- und Unterstadt und den Konkurrenzkampf dieser beiden Wettbewerbsplätze noch verstärkt wurde. In der Hechinger Altstadt gab es zunehmend mehr Leerstände. Durch kluge Neunutzung großer Altlasten wie dem Aviona-Heim oder dem Zollerpark wurde bereits eine Gegenbewegung in die Wege geleitet. Außerdem wurde die Aktionsgemeinschaft Pro Innenstadt gegründet, die sich im Jahr 2009 mit dem Handel-, Gewerbe- und Industrieverein zum Stadtmarketingverein zusammenschloss. Geplant ist die Wiederbegrünung des Obertorplatzes und eine Neuordnung der Verkehrswege.

### Ansässige Unternehmen
- Baxter International (vormals Gambro), Hersteller von Dialysegeräten, ist größter Arbeitgeber der Stadt. Weitere Medizintechnikunternehmen sind Bentley, Cardio Bridge, Joka Kathetertechnik, Jotec, Joline, Maquet Cardiopulmonary AG (ehemals Jostra), Pegasus, Schober und Translumina. Damit sie voneinander profitieren können, wurde im Jahr 2002 auf Betreiben der Stadt Hechingen das Kompetenznetzwerk Medical Valley gegründet.[47][48]
- Elco übernahm 1989 die Hechinger Klöckner Heiztechnik GmbH und richtete in Hechingen den Hauptsitz der Marken- und Produktzuständigkeit ein.
- Die Großbäckerei Sternenbäck GmbH hat ihren Hauptsitz und ein Produktionswerk in Hechingen. Seit mehr als 230 Jahren befindet sich das Unternehmen im Besitz der Familie Bumüller.
- Die Josef Albus Fleisch + Wurst GmbH hat seit 1984 ihren Sitz in Hechingen und produziert mit rund 100 Mitarbeitern Wurstwaren.
- Die Hohenzollerische Landesbahn AG (HzL) wurde 1899 in Hechingen gegründet und hatte dort auch ihren Hauptsitz. Das vormals drittgrößte regionale Bahnunternehmen Baden-Württembergs fusionierte 2018 mit der Südwestdeutschen Landesverkehrs-AG mit Sitz in Lahr/Schwarzwald.

### Ver- und Entsorgungsunternehmen
Die Strom-, Gas- und Wasserversorgung in Hechingen wird durch Kreisbau Energie GmbH, Stadtwerke Hechingen, EnBW und Zweckverband Wasserversorgung-Hohenzollern gewährleistet.
Die Trinkwasserversorgung erfolgt teils durch die Bodensee-Wasserversorgung und teils durch Grundwasser. Die Stadtwerke Hechingen, die aus den Eigenbetrieben Entsorgung und Betriebshof (bis 2005 Bauhof) bestehen, sind seit über 150 Jahren in der Energie- und Wasserversorgung tätig. Der ZV Wasserversorgung-Hohenzollern hat seinen Sitz in Hechingen.
Die Kläranlage ist für 57.200 Einwohnerwerte ausgelegt und behandelt im Schnitt jährlich rund 3.800.000 m³ Wasser. Sie wurde bereits 1999 um eine Vierte Reinigungsstufe mit dem sogenannten Ulmer Verfahren erweitert. Allerdings war der Zweck damals noch nicht die gezielte Beseitigung von Spurenstoffen, den sie heute erfüllt. Sie diente in erster Linie der Beseitigung von Farbstoffen aus der Textilindustrie, die sich nicht im Klärprozess beseitigen ließen.
Im Gewerbegebiet Ettenbach befindet sich ein Solarkraftwerk, östlich davon befindet sich die kommunale Erdmülldeponie Hinter Rieb. Im Osten der Stadt betreibt der Zollernalbkreis die Kreismülldeponie.

### Verkehr

#### Straßenverkehr
Hechingen liegt an der hier autobahnähnlich ausgebauten Bundesstraße 27. Diese verbindet die Stadt nach Norden mit dem Großraum Stuttgart und nach Süden mit Rottweil und Schaffhausen in der Schweiz. Die B 27 trifft in Hechingen auf die Bundesstraße 32, die von Hechingen durch das Killertal nach Sigmaringen, Ravensburg, in das Allgäu und an den Bodensee, verläuft. Die hier endende B 32 sollte ursprünglich noch, von der Abfahrt Hechingen-Nord aus, weiter bis Horb am Neckar führen, jedoch wurde nur ein Bedarfsstück bis Rangendingen und ein weiteres in Horb gebaut. Als L 410 führt die Straße über Rangendingen und Haigerloch zur Bundesstraße 463, die ein direkter Zubringer zur Bundesautobahn 81 ist.

#### Schienenverkehr

##### Geschichte
In Hechingen treffen drei Eisenbahnstrecken aufeinander. Den Anfang machte die heute auch Zollernalbbahn genannte Bahnstrecke Tübingen–Sigmaringen der Königlich Württembergischen Staats-Eisenbahnen – am 26. Juni 1869 wurde das Teilstück von Tübingen nach Hechingen fertig gestellt. Der Personen-, der Güterbahnhof und das Postgebäude wurden als erste Bahnhofsgebäude der gesamten Strecke errichtet. Mit Gründung der Hohenzollerischen Landesbahn wurde zunächst am 18. März 1901 auf halbem Weg der 1908 fertiggestellten Bahnstrecke Hechingen–Gammertingen (Zollernalbbahn 2) als Stichbahn Burladingen erreicht. Am 24. Dezember 1912 konnte die Bahnstrecke Hechingen–Eyach mit Anschluss nach Rottenburg und Horb in Betrieb genommen werden, in den 1970er-Jahren wurde diese Strecke für den Personenverkehr zeitweilig stillgelegt, derzeit findet im Sommer an Sonn- und Feiertagen Ausflugsverkehr durch die SWEG statt.

##### Bahnhöfe

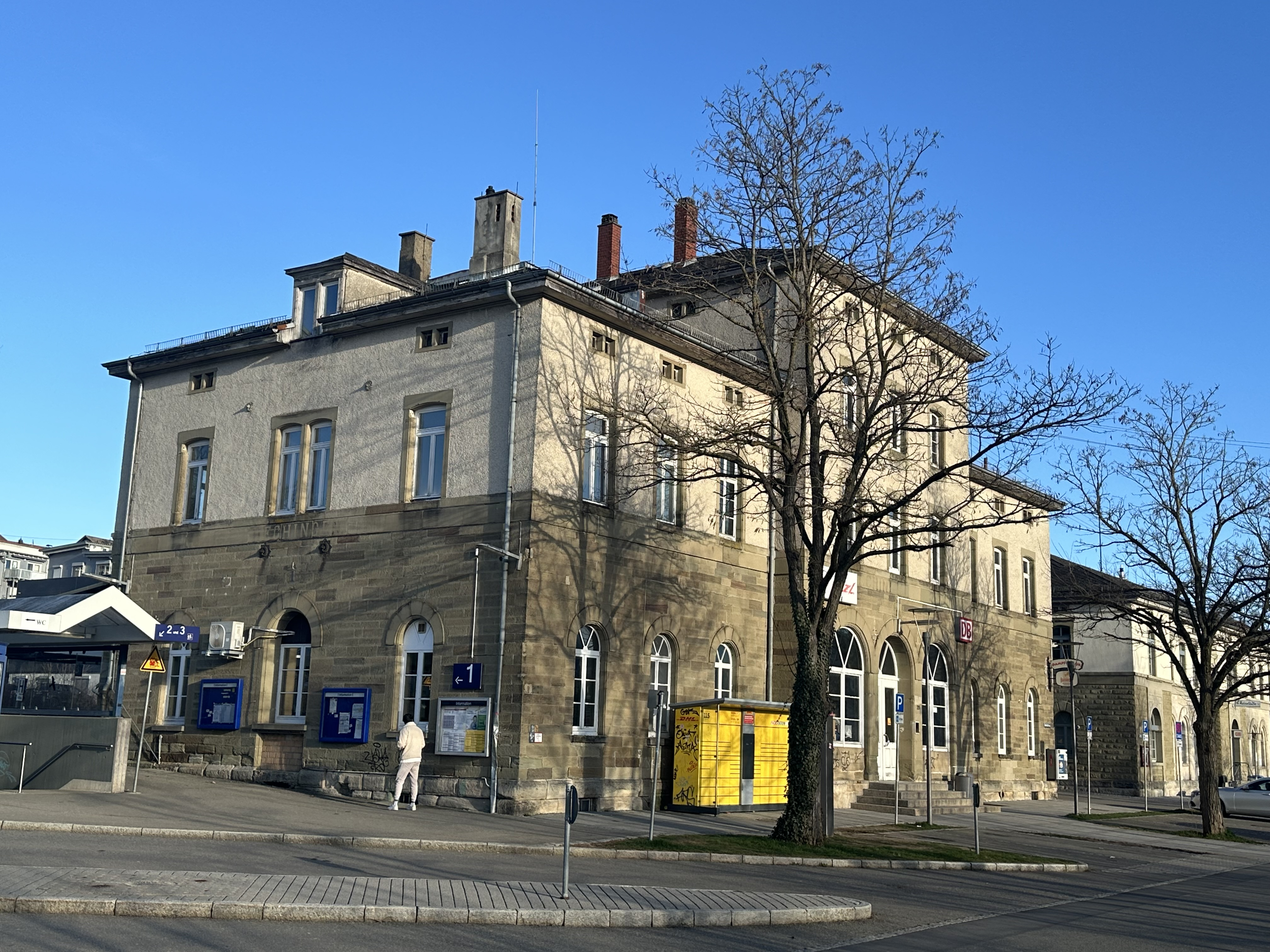
Bahnhof Hechingen

Der älteste Bahnhof der Stadt, der DB-Bahnhof, befindet sich in der nördlichen Innenstadt. Der DB-Bahnhof ist durch eine Spitzkehre mit dem Landesbahnhof verbunden. Vor wenigen Jahren wurde eine weitere Verbindung zwischen der Bahnlinie von Sigmaringen und der Zollernalbbahn geschaffen, weil die Spitzkehre Rangierfahrten benötigte. Während der Fortsetzung des Baus der Zollernalbbahn wurde der heute aufgelassene Bahnhof Zollern errichtet, der für Besuche des Kaisers und seiner Besucher auf der Burg Hohenzollern gedacht war. Ebenfalls heute nicht mehr betriebene Bahnhöfe gibt es in Stein und im inoffiziellen Stadtteil Friedrichsstraße. Im Stadtteil Schlatt befindet sich ein Regionalbahn-Haltepunkt.
Touristikzüge der Hohenzollerischen Landesbahn aus gekuppelten Triebwagen von Tübingen über Hechingen nach Engstingen (Wagen 3–4) am Stammzug nach Sigmaringen (Wagen 1–2), erreichen den Naturpark Obere Donau, wo ein vertaktetes Angebot auf allen Stecken gefahren wird. Es verkehren seit 2009 an allen Sonn- und Feiertagen im Sommerhalbjahr auf der Strecke Richtung Horb nach Eyach, der Zollernalbbahn 4, Nahverkehrszüge des Freizeitverkehrs (in den ersten Jahren historische MAN-Schienenbusse). Dies ist derzeit der einzige öffentliche Personentransport auf der romantischen Strecke entlang der Starzel, neben den Güterzügen des Salzbergwerks Stetten bei Haigerloch nach Bayern.

#### ÖPNV
Bereits um das Jahr 1900 gab es eine Buslinie vom Bahnhof zum Obertorplatz. Seit 1972 besteht der Stadtverkehr Hechingen. An Wochenenden fährt ein Nachtbus von und nach Balingen bzw. Albstadt-Ebingen. Die vier Knotenpunkte des Nahverkehrs in Hechingen sind die Martinsstraße im Schulviertel, die Gymnasiumstraße, der zentral gelegene Obertorplatz und der Bahnhof, der gleichzeitig als Zentraler Omnibusbahnhof fungiert.
Sowohl die Hohenzollerische Landesbahn als auch die Hechinger Verkehrsbetriebe besitzen Busdepots im Gewerbegebiet Ettenbach.
Liniennetz
Alle Linien sind zu einheitlichen Preisen innerhalb des Verkehrsverbundes Neckar-Alb-Donau (naldo) nutzbar, Hechingen befindet sich in der Wabe 332.
| Linie | Wichtige Stationen im Verlauf | Betreiber |      | Linie | Wichtige Stationen im Verlauf | Betreiber |
| 300   | Stetten: Fa. Gambro – Hechingen Lotzenäcker – Bundesbahnhof – Obertorplatz – Gymnasium Heiligkreuzfriedhof – Boll – Stockoch – Schlossberg – Stadion – Zanger – Bundesbahnhof – Fa. Gambro                                                                | HVB       | 301  | Obertorplatz – St. Elisabeth – Bundesbahnhof – Zanger – Obertorplatz – Boll – Heiligkreuzfriedhof – Stetten – Obertorplatz – Martinstraße – Schlossberg – Stockoch – Kreiskrankenhaus | HVB                           |           |
| 302   | Obertorplatz – Schützen – Stadion – Bundesbahnhof – Sigmaringer Straße – Obertorplatz – Martinstraße – Schlossberg – Stockoch – Obertorplatz – Fa. Gambro – Stetten – Heiligkreuzfriedhof – Boll                                                          | HVB       | 305  | Lotzenäcker – Bundesbahnhof – Martinstraße – Obertorplatz – Gymnasium – Wessingen – Zimmern – Thanheim – Bisingen                                                                     | HVB                           |           |
| 307   | Bundesbahnhof – Fa. Gambro – Gymnasium – Obertorplatz – Martinstraße – Schlossberg – Krankenhaus – Weilheim – Grosselfingen – Bisingen | HVB       | 9    | Obertorplatz – Martinstraße – Bundesbahnhof – Schlatt – Beuren – Jungingen – Killer – Starzeln – Hausen i.K. – Burladingen – Gauselfingen – Neufra – Gammertingen                     | SWEG                          |           |
| 10    | Obertorplatz – Martinstraße – Bundesbahnhof (– Krankenhaus) – Stadion – Stein – Rangendingen – Hirrlingen – Bietenhausen – Höfendorf – Hart – Trillfingen – Stetten bei Haigerloch – Haigerloch – Trillfingen – Bad Imnau – Eyach – Mühringen – Horb a.N. | SWEG      | 7614 | Bundesbahnhof – Obertorplatz – Gymnasium – Wessingen – Zimmern – Bisingen – Engstlatt – Balingen – Frommern – Dürrwangen – Laufen – Lautlingen – Ebingen                              | RAB                           |           |
| 7617  | Obertorplatz – Martinstraße – Bundesbahnhof – Stadion – Zanger – Sickingen – Bechtoldsweiler – Bodelshausen | RAB       |      | |                               |           |

#### Radverkehr
Über eine Alltagsradroute aus dem Radnetz Baden-Württemberg ist Hechingen über Bodelshausen und Mössingen mit Tübingen und in der anderen Richtung über Bisingen mit Balingen verbunden. 
Der Hohenzollern-Radweg, ein Radfernweg vom Bodensee nach Weinstadt im Rems-Murr-Kreis, verbindet Hechingen über Jungingen und Burladingen mit Gammertingen und in der anderen Richtung über Bodelshausen mit Rottenburg am Neckar.

### Medien
In Hechingen gibt es die Tageszeitungen Hohenzollerische Zeitung als Lokalausgabe der Südwest Presse und den Schwarzwälder Boten mit einem Lokalteil. Über Kabel ist der regionale Fernsehsender RTF.1 zu empfangen.

### Gerichte, Behörden und Einrichtungen
Hechingen beherbergt neben der Stadtverwaltung folgende Behörden und Einrichtungen beziehungsweise Körperschaften des öffentlichen Rechts:
- Agentur für Arbeit Hechingen
- Landratsamt-Außenstelle mit Forstdienststelle und Straßenbauverwaltung
- Fürstlich Hohenzollerisches ForstamtJVA Hechingen

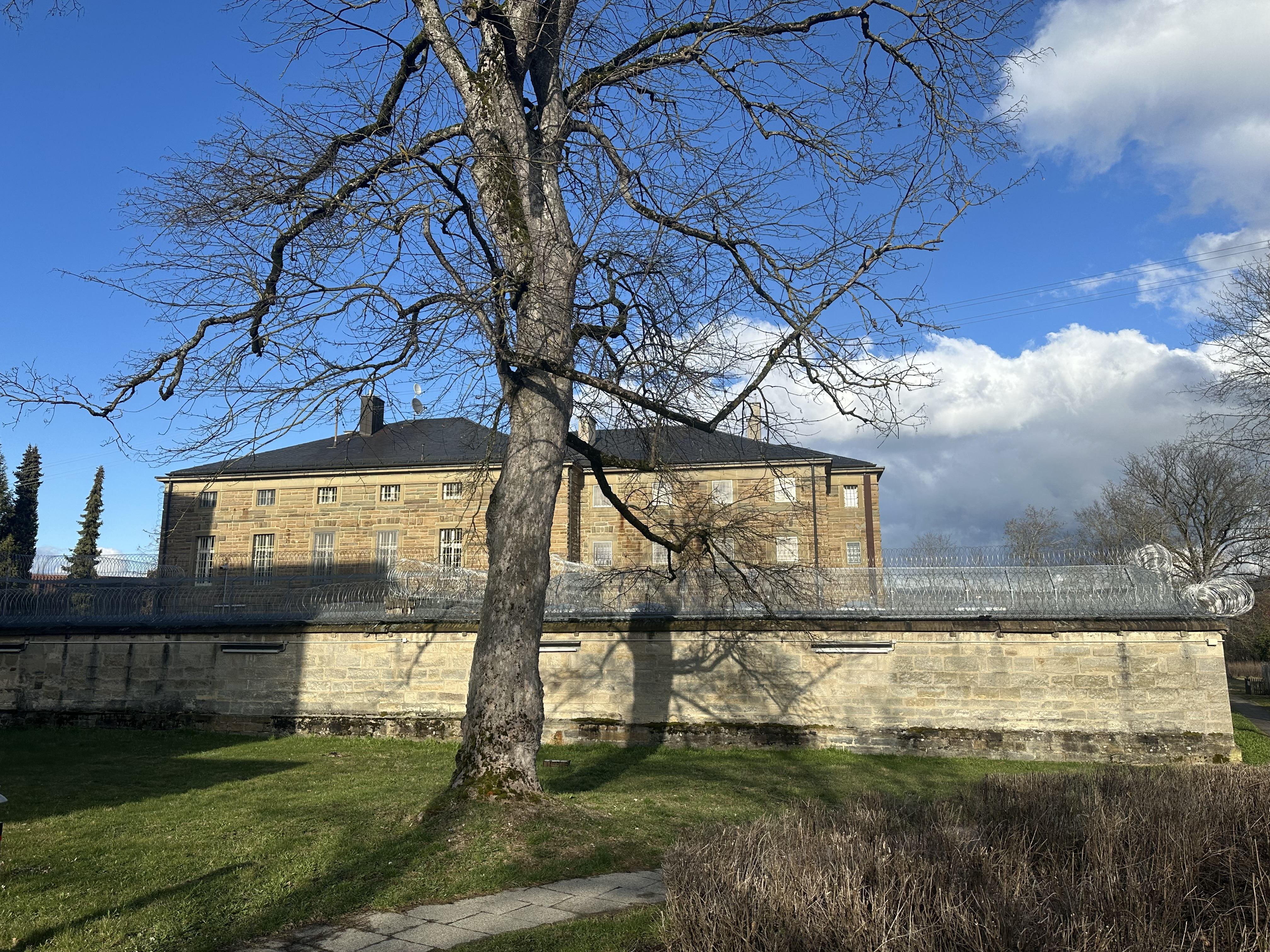
JVA Hechingen

- JVA Hechingen (Außenstelle der Justizvollzugsanstalt Rottweil)
- Gesundheitsamt Zollernalb
- Hohenzollerische Heimatbücherei[53]
- Jugendamt Zollernalb (Außenstelle)
- Landgericht Hechingen (Zu diesem sind die Amtsgerichte in Albstadt, Balingen, Hechingen und Sigmaringen zugeordnet)
- Notariat Hechingen
- Polizeirevier Hechingen (in einem Teil des Gebäudes des früheren Landratsamtes Hechingen)
- Staatsanwaltschaft Hechingen (in einem Teil des Gebäudes des früheren Landratsamtes Hechingen)
- Straßenmeisterei Hechingen
- Verkehrspolizei-Technik (früher: Verkehrspolizeiinspektion Tübingen)
- Verkehrsverbund Neckar-Alb-Donau (naldo)
- Vermessungsamt Zollernalb (Außenstelle)
- Zulassungsstelle für Kraftfahrzeuge

Ferner ist die Stadt Sitz des Dekanats Zollern innerhalb der Region Bodensee/Hohenzollern des Erzbistums Freiburg.

### Gesundheitswesen
Das Gebäude des heutigen Altenpflegeheim St. Elisabeth wurde einst als Schwefelbad eröffnet und war später Krankenhaus von Stadt und Landkreis Hechingen. Des Weiteren existieren vier Seniorenwohnanlagen in Hechingen. Zwischen 1961 und 1966 wurde die Kreisklinik Hechingen im Feilbachtal erbaut. Aufgrund hoher Akzeptanz innerhalb der Bevölkerung wurde 1968 eine Krankenpflegeschule angeschlossen. Auf Beschluss des Kreisrats wurde Ende 2007 die Abteilung für Gynäkologie und Geburtshilfe geschlossen und ins Krankenhaus Albstadt verlagert. Die Krankenhausreform war innerhalb der Bevölkerung des Zollernalbkreis sehr umstritten. Dem damaligen Landrat Willi Fischer wurden vor einer Kreisratsitzung 37.000 Unterschriften gegen eine baldige Schließung der Kreisklinik Hechingen überreicht. Zum 1. Januar 2009 wurde die Finanzierung durch die Zollernalbklinikum GmbH vollends eingestellt. Zum Erhalt der ärztlichen (Not-)Versorgung wurde 2008 der Förderverein Hohenzollernklinik e. V. gegründet. Für eine Dauer von zwei Jahren, parallel zum Umbau des Krankenhauses Balingen, sind Teile der Abteilung Innere Medizin im Krankenhausgebäude untergebracht. Unabhängig davon befinden sich in den Räumlichkeiten der ehemaligen Kreisklinik zwei Belegärzte, ein Dialysezentrum und kreisangehörige Behörden im Verwaltungstrakt. Die medizinische Versorgung von Seiten des Landkreises erfolgt durch die Krankenhäuser in Balingen und Albstadt, nach Neubau eines Zentralkrankenhauses in Weilstetten dann von Weilstetten aus für den ganzen Landkreis.

### Bildung

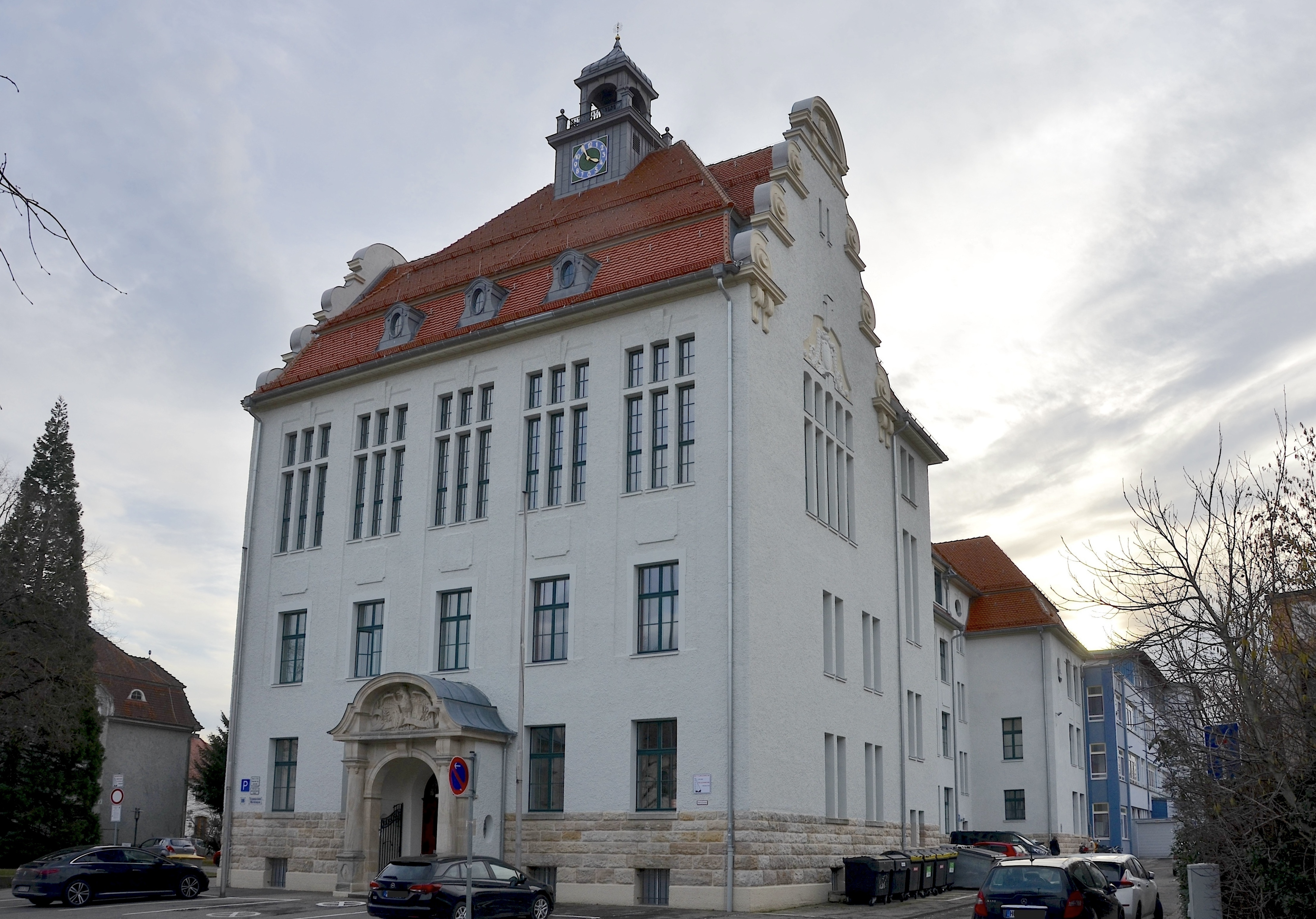
Gymnasium Hechingen

Hechingen bezeichnet sich als Schulstadt. Das Einzugsgebiet umfasst den gesamten Mittelbereich. Eine nicht kleine Gruppe von Schülern aus Balingen und dem südlichen Teil des Landkreises Tübingen (Mössingen, Hirrlingen, Bodelshausen) besucht die Beruflichen Schulen in Hechingen. Die Stadt unterhält mit der Albert-Schweitzer-Schule eine Förderschule und vier Grundschulen (Hechingen, Zollernstraße, Sickingen und Stetten). Die Grundschüler der Stadtteile Beuren und Schlatt werden in der Nachbargemeinde Jungingen unterrichtet, diejenigen aus Bechtoldsweiler in Sickingen, aus Boll in Stetten, aus Weilheim in Hechingen und aus Stein in der Nachbargemeinde Rangendingen. Auch die Hauptschüler aus Stein werden in Rangendingen unterrichtet. Darüber hinaus ist die Stadt Trägerin des Gymnasiums Hechingen auf der Lichtenau, des Realschulzentrums am Tobel und der Haupt- und Werkrealschule. Der Zollernalbkreis ist Träger des Kreismedienzentrums, der Kaufmännischen Schulen Hechingen mit Wirtschaftsgymnasium und der Kreisberufsschule Hechingen, seit dem Schuljahr 2009/2010 des angeschlossenen Sozialwissenschaftlichen Gymnasiums. Zur Kaufmännischen Schule Hechingen gehörte bis 2003 die Gewerbliche Schule Hechingen, die dann an die Standorte Albstadt und Balingen angeschlossen wurde. Die Kaufmännische Schule Balingen wurde mit dem Standort Hechingen zusammengeschlossen.
Bevor das Hauptgebäude der Hauptschule 1929 errichtet worden war, befand sich die Hauptschule in der Altstadt in der heutigen Schulstraße; dort war auch die erste Hechinger Schule, die 1816 einem Neubau wich. Während des Nazi-Regimes wurde die heute städtische Volkshochschule auf dem Gelände der alten Reitbahn erbaut. Im selben Gebäude ist auch die Stadtbücherei untergebracht. Die Hohenzollerische Heimatbücherei befindet sich im Obergeschoss der Kfz-Zulassungsstelle in der Heiligkreuzstraße. Die Jugendmusikschule Hechingen und Umgebung hat ihren Sitz im generalsanierten Spittel.

### Fremdenverkehr
Die Stadt wird umrahmt von den Bergen der Schwäbischen Alb und besitzt eine vielfältige Naturausstattung inklusive Heilquellen. Hechingen besitzt eine reichhaltige Auswahl an Wanderwegen, die rund um Hechingen, durch das Killertal, den Hechinger Forst oder auf die Alb führen. Für Mountainbiker gibt es Touren mit unterschiedlichen Schwierigkeitsgraden überwiegend auf Wiesen- und Waldwegen. Ein besonders dichtes Wegnetz für beide Zielgruppen befindet sich östlich des Schamentals, auf dem Weg zur Hochfläche der Schwäbischen Alb.
Die Stadt ist Zwischenziel der Via Beuronensis, einem Abschnitt des Jakobswegs nach Spanien.

## Persönlichkeiten

### Ehrenbürger
- Heinrich Meyer von Crousaz, hohenzollerischer Oberforstmeister
- Graf Rudolf von Stillfried (1804–1882), preußischer Historiker und Beamter
- August Evelt (1828–1904), Landgerichtspräsident und preußischer Politiker
- Hermann von Graaf (1811–1891), Regierungspräsident der Hohenzollernschen Lande
- Freiherr Wilhelm Frank von Fürstenwerth, Oberamtmann Hechingens (1868–1877)
- Friedrich von Hohenzollern (1891–1965), Oberhaupt des Hauses Hohenzollern-Sigmaringen (1927–1965)
- Carl Bauer, Stadtpfarrer
- August Pretzl († 1967), Bürgermeister a. D., Verleger und Druckereibesitzer
- Norbert Roth (* 1939), Bürgermeister a. D.

### Söhne und Töchter der Stadt
- Johann Georg von Hohenzollern-Hechingen (1577–1623), erster Fürst von Hohenzollern-Hechingen
- Gabriel Dreer (um 1580–1631), Maler und Zeichner
- Daniel Bollius (1590–1642), Komponist
- Eitel Friedrich II. von Hohenzollern-Hechingen (1601–1661), zweiter Fürst von Hohenzollern-Hechingen, kaiserlicher General
- Philipp Christoph Friedrich von Hohenzollern-Hechingen (1616–1671), dritter Fürst von Hohenzollern-Hechingen
- Friedrich Wilhelm von Hohenzollern-Hechingen (1663–1735), vierter Fürst von Hohenzollern-Hechingen, österreichischer Generalfeldmarschallleutnant
- Hermann Friedrich von Hohenzollern-Hechingen (1665–1733), österreichischer Generalfeldmarschall
- Beda Werner (1673–1725), Abt der Reichsabtei Ochsenhausen
- Franz Joseph von Stengel (1683–1759) kurpfälzischer Geheimrat, Ritter des St.-Hubertus-Ordens und Begründer des Adelsgeschlechtes von Stengel
- Johann Georg Aichgasser (1701–1767), Orgelbauer
- Philipp Joseph Strobel (1705–1769), Professor der Medizin
- Christoph Ludwig Kerner (1744–1799), württembergischer Oberamtmann und Vater Justinus Kerners
- Maria Antonia Anna von Hohenzollern-Hechingen (1760–1797), Prinzessin von Hohenzollern-Hechingen, durch Heirat Fürstin zu Fürstenberg-Fürstenberg
- Carl Bosch (1797–1883), Arzt und Abgeordneter der Hechinger Landesdeputation
- Josef Stehle (1800–?), Justizrat
- Wilhelm Seitz (1802–1872), Wirt und Abgeordneter der Hechinger Landesdeputation
- Guido von Usedom (1805–1884), preußischer Diplomat
- Gustav Nehrlich (1805–1849), Maler
- Samuel Mayer (1807–1875), Rabbiner und Rechtsanwalt
- Adolf Pfister (1810–1878), katholischer Priester und Kirchenzeitungsherausgeber[56]
- Johann Georg Baur (1820–1849), Mitglied der Frankfurter Nationalversammlung
- Wilhelm Frank von Fürstenwerth (1825–1909), Verwaltungsjurist, Abgeordneter und Richter
- Ludwig Egler (1828–1898), Schriftsteller
- Joseph Baur (1828–1891), Bürgermeister der Stadt Wesel
- Karl Pfriemer, nach Amerika ausgewanderter Industrieller, er wurde ein überaus populärer und erfolgreicher Brieftaubenzüchter in den USA.[57]
- Adolf Frank von Fürstenwerth (1833–1893), Regierungspräsident der Hohenzollernschen Lande
- Theodor Sixt (1834–1897), Unternehmer in Mähren
- Nelson Morris (1839–1907), geb. als Moritz Baisinger emigrierte er 1854 nach Amerika und avancierte zu einem berühmten Geschäftsmann. Sein Sohn Ira Nelson Morris (1875–1942) war Diplomat und Schriftsteller.[58]
- Samuel Ullman (1840–1924), Geschäftsmann, Dichter und Wohltäter
- Hermann von Blankenburg (1851–1922), preußischer Generalleutnant
- Friedrich Freusberg (1852–1916), Landrat
- Simon Hayum (1867–1948), Tübinger Rechtsanwalt und Gemeinderat
- Adolf Ott (1869–1926), Priester und Offizial
- Ansgar Pöllmann (1871–1933), Benediktiner-Pater; wurde 1927 Ehrenbürger der Stadt Hallenberg
- Walter F. Otto (1874–1958), Altphilologe, Religions- und Mythenforscher
- Elsa Einstein (1876–1936), Cousine und zweite Ehefrau Albert Einsteins
- Paul Levi (1883–1930), Politiker und Rechtsanwalt, Mitbegründer der KPD, Mitglied des Reichstags
- Ernst Senn (1884–1962), Arzt und Heimatforscher
- Ernst Baur (1889–1966), Schriftsteller
- Otto Nerz (1892–1949), Reichstrainer der deutschen Fußballnationalmannschaft 1923–1936
- Konrad Ruff (1895–1945), Maler
- Rudolf Wolf (1895–1942), Typograf
- Ludwig Klaiber (1896–1952), Bibliothekar
- Leopold Bausinger (1899–1973), Landrat, geboren in Stetten
- Hans Speidel (1900–1984), geboren in Schlatt, Landrat in Hechingen
- Friedrich Kessler (1901–1998), Professor an der Yale Law School
- Otto Hodler (1901–1990), Architekt
- Gerhard Naundorf (1909–1980), Agrarwissenschaftler und Autor von Science-Fiction-Romanen
- Eugen Buri (1911–1998), Richter
- Otto Daiker (1911–1968), Motorradrennfahrer, geboren in Boll
- Otto Baum (1911–1998), SS-Oberführer, geboren in Stetten
- Maria Brück (1913–2013), Künstlerin
- Georg Braun (1918–1995), Motorradrennfahrer
- Markus Wolf (1923–2006), Generaloberst, Leiter der Hauptverwaltung Aufklärung des Ministeriums für Staatssicherheit, Geheimdienstchef der DDR, beauftragte politische Morde[59]
- Konrad Wolf (1925–1982), Filmregisseur
- Friedrich Beutter (1925–2010), Theologe
- Heinz Mohl (1931–2023), Architekt
- Siegbert Alber (1936–2021), Politiker (CDU) und Jurist
- Horst Burkhardt (* 1938), Motorradrennfahrer
- Erich Jooß (1946–2017), Direktor des Sankt Michaelsbundes
- Uli Molsen (* 1947), Professor an der Hochschule für Musik und Darstellende Kunst Stuttgart
- Axel Arthur Fauser (* 1948), Hämatologe
- Doris Soffel (* 1948), Kammersängerin
- Casimir Bumiller (* 1951), Historiker
- Hans-Georg Häusel (* 1951), Psychologe
- Joachim Grabowski (* 1958), Psychologe
- Günter Neumann (* 1958), Agrarwissenschaftler
- Achim Buckenmaier (* 1959), katholischer Theologe
- Martin Uebele (* 1959), Generalstaatsanwalt
- Michael Saup (* 1961), bildender Künstler, Filmemacher und Musiker
- Philipp Welte (* 1962), Journalist und Manager
- Claudia Buckenmaier (* 1964), Journalistin
- Ariane Willikonsky (* 1966), Kommunikationstrainerin und Diplom-Sprecherzieherin
- Manfred Riegger (* 1967), Theologe und Hochschullehrer
- Martin Bader (* 1968), Sportdirektor und Vizepräsident des 1. FC Nürnberg; seit Oktober 2015 Geschäftsführer Sport bei Hannover 96
- Claudia Panke (* 1968), 2009–2020 Bürgermeisterin von Wülfrath
- Günther Wassilowsky (* 1968), Kirchenhistoriker
- Gudrun Maria Krickl (* 1968), Autorin
- Andreas Futter (* 1969), Bildhauer, Maler und Grafiker
- Jürgen Dieringer (* 1969), Politikwissenschaftler
- Sandra Pietschmann (* 1970), seit 2020 Bürgermeisterin von Mettmann
- Tanja Schwarz (* 1970), Schriftstellerin
- Stefan Mückl (* 1970), Rechtswissenschaftler und Staatskirchenrechtler
- Martin Hess (* 1971), Bundestagsabgeordneter der AfD
- Sandra Vorlová (* 1971), Kommunalpolitikerin (Bündnis 90/Die Grünen)
- Burkhard Feige (* 1972), Filmregisseur und Drehbuchautor
- Gerhard Schick (* 1972), Bundestagsabgeordneter der Grünen
- Danielle Zimmermann (* 1974), Künstlerin
- Martin Eisele (* 1976), Zauberkünstler
- Michael Pflumm (* 1977), Opernsänger
- Timo Beck (* 1977), Springreiter
- Giovanni Zarrella (* 1978), Sänger und Moderator
- Dorothee Eisenlohr (* 1982), Oberbürgermeisterin von Schramberg
- Saralisa Volm (* 1985), Schauspielerin
- Stefano Zarrella (* 1990), Blogger, Kochbuchautor
- Lea Rädle (* 1993), Fußballspielerin
- Kerstin Bogenschütz (* 1995), Fußballspielerin
- Samuel Restle (* 1998), Jazzmusiker
- Alessa-Catriona Pröpster (* 2001), Radsportlerin

### Persönlichkeiten, die vor Ort gewirkt haben
- Jakob Meiland (1542–1577) war ein Komponist des 16. Jahrhunderts. Meiland ist einer der ersten deutschen Komponisten, bei dem venezianische Einflüsse in den Kompositionen nachzuweisen sind. Er war 1577 Hoforganist in Hechingen und starb dort im selben Jahr.
- Jakob Hassler (1569–1622), war wie sein Bruder Hans Leo Haßler Komponist und war einige Jahre am Hof Graf Eitelfriedrichs tätig.
- Friedrich Wilhelm von Steuben (1730–1794) war ab 1764 ein Jahrzehnt Hofmarschall des Fürsten Josef Friedrich Wilhelm, bevor er in die USA ging und dort im Unabhängigkeitskrieg Ruhm erlangte. Die Stadt New York ernannte ihn später zum Ehrenbürger.
- Karoline Kaulla (1739–1809), ursprünglich aus Bad Buchau, war Hoffaktorin in Hechingen. Später zog sie nach Stuttgart. Sie finanzierte den Krieg des Deutschen Reiches gegen Napoleon, versorgte die kaiserlichen Truppen mit Nachschub und gründete unter dem Schutz ihres Landesherrn, des Herzogs und späteren Königs von Württemberg, die erste Kreditbank für Handel und Industrie in Stuttgart. Begraben ist sie auf dem jüdischen Friedhof Hechingen am Galgenberg.
- Joseph Sprißler (1795–1879) war lange in Hechingen als katholischer Stadtpfarrer tätig und Abgeordneter der Frankfurter Nationalversammlung. Er ist auf dem Friedhof Heiligkreuz in Hechingen neben seinem Weggefährten Josef Blumenstetter beerdigt.
- Leopold Schott (1807–1869), studierte hier vier Jahre an der Jeschiwa.
- Friedrich von Zeppelin (1807–1886), diente als fürstlicher Hof- und Regierungsrat in Hechingen.[60]
- Joseph Menter (1808–1856), war 1829–1834 Mitglied der letzten fürstlichen Hofkapelle von Hohenzollern-Hechingen
- Berthold Auerbach (1812–1882), besuchte 1825–1827 die Talmudschule in Hechingen
- Michael Lehmann (1827–1903), ein aus Langenenslingen stammender Schriftsteller, Komponist, Orgelspieler und Pädagoge, ein Urgroßonkel von Kardinal Karl Lehmann, wirkte bis zu seinem Tode in Hechingen und hat dort als Leiter des Stiftskirchenchores ein Stück Musikgeschichte geschrieben.
- Camillo Brandhuber (1860–1931), Pfarrer und Abgeordneter des preußischen Landtags, wohnte zwischen 1906 und 1917 in Hechingen.
- Wilhelm von Preußen (1882–1951), der letzte Kronprinz des Deutschen Reichs, lebte zwischen 1945 und seinem Tod 1951 in Hechingen.
- Karl Widmaier (1886–1931), Schriftsteller, bildender Künstler und Komponist, unterrichtete von 1918 bis 1931 am Staatlichen Realreformgymnasium Hechingen. Die Fasnachtsfiguren des Butzen und des Pestmännles entstanden in Zusammenhang mit seinem Narrenspiel der Stadt Hechingen (1927); sein Zollerlied (1929) wird heute noch gesungen.
- Friedrich Wolf (1888–1953), Arzt und Schriftsteller jüdischen Glaubens, lebte und arbeitete einige Jahre mit seiner Familie in Hechingen. Seine beiden Söhne Markus und Konrad wurden dort geboren.
- Erwin Bowien (1899–1972), Maler und Autor. Er widmete Hechingen ein Kapitel in seiner Autobiographie.[61]
- Karl Hummel (1902–1987), gründete 1947 das wissenschaftliche Institut für naturwissenschaftliche und christliche Bildung auf Schloss Lindich, leitete es bis 1976 und wohnte in dieser Zeit auch in der Stadt.
- Rudolf Bilfinger (1903–1996), Verwaltungsjurist, verbrachte seine letzten Lebensjahre in Hechingen.
- Wolfgang Abendroth (1906–1985), später einer der wichtigsten marxistischen Wissenschaftler in der Bundesrepublik Deutschland, Professor für Politik in Marburg, arbeitete 1930/31 als Gerichtsreferendar in Hechingen.
- Erwin Schopper (1909–2009), übernahm 1952 die Leitung eines Hochspannungslaboratoriums in Hechingen, damals Außenstelle des Max-Planck-Instituts für Physik der Stratosphäre.
- Erich Fischer (1910–1969), der am Uranprojekt beteiligte Physiker lebte wie fast das gesamte Personal des Kaiser-Wilhelm-Instituts für Physik ab 1943 in Hechingen und blieb dort bis 1951.
- Hans-Jörg Mauser (1927–2012), CDU-Politiker und ehemaliger Vorstandsvorsitzender der BaKoLa, lebte mit seiner Frau in Hechingen. Während seiner Amtszeit als Landrat Hechingens wurden unter anderem die Kreisklinik und die Beruflichen Schulen in Hechingen errichtet.
- Reinhard Kleinmann (1933–2009), war Fernseh-Chefredakteur des Südwestfunks, wuchs in Hechingen auf und verbrachte dort seinen Lebensabend.
- Bernd Wiedmann (1942–2009), CDU-Politiker, wuchs in Hechingen auf, erwarb dort das Abitur und gehörte zwischen 1971 und 1973 dem Gemeinderat an.
- Christof Stählin (1942–2015), Schriftsteller, Liedermacher und Kabarettist, lebte 1991–2015 in Hechingen.
- Hartmut Kilger (* 1943), ehemaliger Präsident des Deutschen Anwaltvereins, lebte zwischen 1972 und 1999 hier und stand dem Anwaltverein Hechingen neun Jahre vor.